# 彩雲國物語角色列表
彩雲國物語的登場人物是指在彩雲國物語中的小說、漫畫及動畫中出現的人物。

## 主角
紅秀麗（Kou Shurei，聲：桑島法子／香港：張頌欣／台灣：郭馨雅（第一季）、楊凱凱（第二季）、演员：李一桐）
紅邵可和薔薇公主的女兒，喜歡劉輝。紅黎深和紅玖琅的姪女。堅強獨立，勤奮節儉，擅於烹飪和拉二胡。酒量非常大，賭運極強。害怕雷聲，衹要一打雷就會讓靜蘭陪她睡，而且會緊抱靜蘭不放驚叫連連地渡過一整晚。。
在薔薇公主去世後，紅家派來的家僕把他們的財產和薔薇公主的遺物搜刮一空，所以雖然貴為名門紅家直系長千金，但是家境卻十分貧困。因此，需要經常四處做兼職而賺取生活費。
小時候經歷過動亂，眼見百姓生活在水深火熱之中，民不聊生，因此立志成為能為百姓帶來幸福的官吏。當得知女性不能參加國試後，便將夢想寄予孩子們，在私塾裡當老師。
後被以「武有藍茈，文有李紅」、「紅花馭雙玉」所流傳於後世的奇女子。
16歳
原作小說「紅風乍現」「黃金的約定」時期。
春天時在霄太師以五百兩黃金的利誘下進入後宮成為貴妃，負責教導不上朝，一直躲在後宮的國王紫劉輝。
同年夏天，救了倒在門前的浪燕青。在李絳攸的提議下，女扮男裝化名紅秀進入戶部當雜工，成為黃奇人的下屬。努力工作的態度讓黃奇人另眼相看而選擇支持劉輝「讓女性參加國試」的提案。
17歳
原作小說「紫殿花開」「茶都遙想」「黑之月宴」「殘銀漏急（前半）」時期。
17歲時參加國試，以探花及第，成為彩雲國第一位女性官吏。
於國試時遇到藍龍蓮，被藍龍蓮稱之為「心之好友之一」。
結束進士訓練後，與杜影月一同被任命為茶州州牧，並得到劉輝的御賜之花──蓓蕾，代表無限的可能和希望。在赴茶州途中，同行的其他四人被殺刃賊捉走，留下秀麗一人前往茶州的商業重心金華會合。在路途中遇到了自稱是琳千夜的商人。為了能平安抵達金華，秀麗向全商連提出加入商隊的要求，在全商連的安排下，秀麗以侍女的身分加入了琳千夜的商隊。後來發現琳千夜的真實身分為茶家的二少爺茶朔洵。
在解決茶家之亂後，與杜影月一同就任茶州州牧。
18歳
分別為州牧、冗官、監察御史。
- 州牧時期：「殘銀漏急（後半）」「心深於藍」「光照碧境」
- 冗官時期：「紅梅暗香」「綠風如刃」
- 監察御史時期：「青嵐月草」「白虹貫日」「黎明珀爍」「籠中黑蝶」「黃昏之宮」「蒼迷宮巫女」「紫闇王座」

新年時以茶州州牧的身分向劉輝朝賀。利用在貴陽的時間拜會朝廷大官，希望能讓他們支持把茶州建成學問之都的計畫。為了獲得工部尚書管飛翔的認同而與他比酒。
在隨後的茶州怪病事件中帶著資源和醫師前往茶州，成功解決疫情卻因為魯莽行事而被貶為冗官。
任監察御史9年後退官，時年29歲的秀麗嫁給32歲的劉輝，誕下女兒紫重華後逝世，得年30歲。
在嫁給劉輝前，因自己的生育能力低下，要求劉輝娶十三姬，而便留下子嗣。但因十三姬被他們二人的愛情而受到感動，而拒絕成為劉輝的妃子。
據最終卷中所描述，由於留下的資料過少，讓後世的史學家懷疑其為虛構的人物。

## 主要人物
紫劉輝（聲：關智一／香港：黃榮璋、李致林（代配）、沈小蘭（童年）／台灣：李景唐（第一季）、賀宇傑（第二季）、演员：曾舜晞）
現任彩雲國國王，喜歡秀麗，是茈靜蘭（紫清苑）同父異母的弟弟。初登場時為19歲。大秀麗3歲。
由於生為先王最小的六王子，因此被母親嫌棄，更被異母兄弟欺凌。
在八年前的王位之爭中，除清苑外，其他異母兄弟均同歸於盡，因此登上王位。
唯一對他溫柔的兄長 - 清苑皇子在他6歲時遭到流放。為了等待王兄回來，讓他取代自己登上王位，假裝為好男色的昏君。
學問由邵可傳授，劍術則由宋太傅指導，文武皆擅長，才華出眾。
幼時與旺季關係很好。
被後世稱為最盛世的名君，年號「上治」。
與秀麗邂逅之後，立意成為明君，整頓朝政。受到秀麗影響，非常喜愛童話故事「薔薇公主」。
劉輝經常造訪府庫找邵可談心，是少數能忍受邵可極苦「父茶」的人。
因為兒時經歷害怕寂寞、怕黑，但和秀麗相遇後改善了不少。
秀麗離宮後，為了接近秀麗，開放女性參加國試。希望能成為童話故事中既愛著「薔薇姬」也被其所愛的平凡男子，能等就等，不使用王的權利硬將秀麗娶進後宮。同時為了不讓任何人送姑娘進後宮，宣言「只娶一妃」。
個性溫柔，喜歡聽從他人意見。然而當王的經驗不足，導致自己現在沒有強力的派系支持。
在小說十二集，經過縹琉花和藍家事件，喚起了「國王」的自覺，自己希望成為真正的國王，而非邵可、秀麗、絳攸和楸瑛心中所期待的王，以國王的身分要楸瑛回來。同時體認自己身為國王，自己不能永遠等待秀麗，兩人立下有期限的約定－「待到櫻花綻放之時」，若期限來臨秀麗仍不願嫁給自己，就會迎娶藍十三姬。
在小說十四集，在紅家和朝廷的壓力下，劉輝要求秀麗忘掉之前的約定，以王的身分命令秀麗以「紅家直系長女」的身分入後宮，同時因為秀麗不能生育，為了留下子嗣也迎娶十三姬。劉輝發現自己奪走秀麗的夢想，剝奪她的自由，將她鎖入籠中，而且娶秀麗並非是想要她的心，而是要利用她身上「紅家的力量」，察覺自己的行為就如同童話故事中囚禁「薔薇姬」的一家之主。同時劉輝自己放棄了自己在秀麗面前是只是個「平凡男子」的夢想，選擇成為了「王」。
在紫闇王座中在貴陽發生動亂後選擇放開悠舜，在未下令鎮壓的情形下離開貴陽，前往紅州。
在前往紅州途中在山中迷路，被神秘的山中老人救起(後得知其身分為無名的鑄造大師)
最後在楸瑛、靜蘭、皋韓升的陪伴下到達紅州。
找到悠舜留下的答案(藏在骰子裡)與旺季約好在春天時在五丞原見面，而雙方各帶兩個人。旺季選擇帶著孫陵王和司馬迅，以及軍隊前往，但劉輝卻只帶著楸瑛以及之後趕來的秀麗。讓人了解到旺季的做法其實跟紫戩崋的做法沒什麼不同。
兩人依照之前的約定，透過比劍來決定勝負，劉輝在比劍中贏得勝利，但旺季帶來的軍隊卻被凌晏樹慫恿，讓他們認為劉輝派軍隊進入旺季的領地放火。當軍隊失控之際，旺季卻沒有向孫陵王和司馬迅一樣阻止軍隊，讓劉輝為此很失望，並說到王位果然不能這樣讓給你，但為了守護他們，請把自己的首級獻出去，這樣就可以阻止他們了。千鈞一髮之際，靜蘭和燕青帶著他們所救的村民、缥家人，以及半路上遇到影月帶領的茶州醫師團前來，阻止了軍隊的前進。
最後彩七家率領各自的軍隊前來武丞原，為了他們的王──劉輝。
此事結束時即為上治五年，為最盛世的開端。被稱之為蒼周王在世。
最終卷中在32歲時與秀麗結婚，兩人之間育有一女，其女為下任女皇。
秀麗生下女兒不久後便離世，自此劉輝再沒有納妃。
在骸骨を乞う的新篇〈秘話冬の華〉中，揭露其女名為紫重華。
五十一歲時病逝。在他的一生中，僅有一位摯爱的妻子一事，也被眾多的詩人洋溢著崇敬之情，在作品中稱頌其專一、深情。
茈靜蘭（聲：綠川光／香港：梁偉德／台灣：官志宏（第一季）、林谷珍（第二季））
紅家的家臣，十三歲時在茶州相遇秀麗和她的父母並被收養。初登場時為26歲，與燕青同歲，大秀麗10歲。
有一張娃娃臉，故自稱自己只有二十一歲。
真正的身份是被流放的二皇子 - 清苑皇子。被流放至茶州，被茶朔洵送進殺刃賊(被稱為小旋風)，其間是不堪的回憶，卻也因此結識浪燕青。
因為在武藝表現出色和效忠劉輝與秀麗，而被後世以「武有藍茈，文有李紅」、「紅花馭雙玉」所讚揚。
精通琴棋書畫，劍藝出眾，文武雙全的他被譽為最優秀的皇子，更曾受先王御賜「干將」、「莫邪」兩把寶劍，因此曾被認定為繼任國王的人選。
在皇子時期，不相信除了劉輝其它的人，然而在被邵可一家收養後，逐漸打開心扉，但仍然習慣和人保持一定距離。對秀麗、邵可一家人和劉輝相當溫柔，但對其他人會展現心機和腹黑的一面。在浪燕青前甚至會展露兇惡的一面，而在榛蘇芳面前會完全失去自己的「美男子」形象，靜蘭甚至會對他丟竹筍，被榛蘇芳稱為「竹筍家僕」、「美男家臣」。
在外傳「鈴蘭盛開時」，紫戩華、藍雪那、旺季和鈴蘭表示了靜蘭不相信他人的個性會使他樹敵太多，而戰友也是利害關係所組成的派系，對參謀而言這也許會是有益的條件，但是絕對不適合做為王。
非常在意紅秀麗和紫劉輝，對紅秀麗的感情勝過親情，但靜蘭卻並不想破壞紅秀麗與他現於的關係。
與秀麗之母薔薇姬在世時常一同喝酒，因此酒量非常強。
在秀麗與影月擔任茶州州牧時，被任命為敕宣武官，擁有州將軍以上的權力。
現屬右羽林軍，擔任鄭悠舜的護衛官。
「茈」字中文發音為ㄗˇ，意謂紫草，與王室姓氏「紫」相通。（此中可以看出取名之人——邵可的巧思）名字"靜蘭"則為薔君所命名，"靜"在日文中與"清"同音,"蘭"則來自其母的愛稱"鈴蘭"。
陰鬱的过去和多疑的性格使他更傾向用殺人來守護重要的人。
最後為保護劉輝而病逝，卒年不詳。
李絳攸（聲：檜山修之／香港：陳卓智、黃啟昌（代配）、黃麗芳（童年）／台灣：何志威（第一季）、陳宏瑋（第二季，第2集起））
年輕的文官，吏部侍郎。紅黎深的養子，曾經是他的部下。初登場時為22歲。大秀麗6歲。
絳攸之姓「李」，來自於養父黎深所喜歡的李樹；「絳」意謂大紅色，表示他是黎深引以為傲的兒子；「攸」是水流動的樣子，代表了「希望不要被紅家束縛」之意。
16歲時高中狀元，與藍楸瑛是同窗。被譽為宮廷第一才子的有名能吏，亦是劉輝的近臣。
是個不折不扣的大路癡，走出三十步以外的範圍就會迷路。雖然自稱「理性如銅牆鐵壁」，但迷路之後暴躁易怒，到歇斯底里的狀態。路癡的原因是養母百合擔心幼小的絳攸離開黎深，而將標示方向的物品亂放，導致日後毫無方向感。曾經有過喝醉反而沒有迷路的經驗。
由於狀元及第時的親事攻勢因而厭惡女人，但是秀麗作為貴妃而在後宮時與相處甚歡（據絳攸的說法是，他當秀麗是徒弟而不是女人），經常隨著楸瑛拜訪其府邸，也教導國試的學習。由於那件事而被黎深說了「被搶先」時被其討厭。
從劉輝那收下和楸瑛接受的紫花菖蒲（稱為「御賜之花」）。花菖蒲的花語是「信賴」。紫色花菖蒲又另有一「保護王者之花（秀麗）」之意。兩人因此被後世譽為「雙花菖蒲」 。
因為在文官和紅秀麗同樣表現出色，而被後世以「武有藍茈，文有李紅」所讚揚。
故事開始的半月前，曾經和楸瑛一起見過秀麗的母親薔君（的靈魂）。
曾經被玖琅要求跟秀麗結婚以繼承紅家宗主之位。
因為被黎深收養而視以他的意願為優先，在十三集中因沒有盡到吏部侍郎勸諫的工作而被御史台審查並入獄，還中了縹琉花的咒術昏迷不醒，但在羽羽和璃瓔全力下恢復意識。
在秀麗的指示下彈劾黎深而免被趕出朝廷，被貶為小官，專心效忠劉輝。
在彩雲國秘抄　骸骨を乞う中，在悠舜、柚梨、皇毅後成為了宰相。
有二子，小兒子也被譽為神童，却不敌霄瑶璇成为國試榜眼。
國王三人組裏最長壽，卒年不詳。
藍楸瑛（聲：森川智之／香港：陳廷軒／台灣：孫誠（第一季）、于正昌（第二季））
年輕的武官，左羽林軍將軍，紫劉輝的近臣。初登場時為24歲，大秀麗8歲。
名門藍家直系出身，藍龍蓮的兄長。藍龍蓮叫他做愚兄之四。
與李絳攸是同期國試考生，同屆18歲以榜眼及第，卻在數年間辭去文官之職轉而成為武官。（因為劉輝沒有對楸瑛採取行動，在藍家的命令下轉為武官）
女性關係相當複雜，絳攸說他是「萬年常春頭」。（意指他一年四季常年發春，滿腦子都是與女性有關的風流韻事。）但也對女人動過真情的時候，初戀情人是玉華，但後來嫁給了大哥雪那，傷心前往貴陽。之後在後宮遇到與他同病相憐的珠翠，進而喜歡上她。
從參加國試開始，便與李絳攸結下孽緣，常常戲弄他。
與絳攸一起接受了劉輝的「御賜之花」- 菖蒲，兩人因此被後世譽為「雙花菖蒲」。
故事開始的半月前，曾經和絳攸一起在府庫見過秀麗的母親薔君（的靈魂）。
精通劍術、騎術、棋藝，真正的實力隱藏的很完美，相當的深藏不露，輕浮的外表是保護色。劍術僅在兩大將軍之下（但也只會在兩大將軍前展現自己的實力）。
被後世流傳著「武有藍茈，文有李紅」所讚揚。
與司馬迅是摯友。藍十三姬是楸瑛最疼愛的妹妹。
在小說十六集因擔心秀麗的情況而到達縹家，並且與瑠花開展一段關於愛情的話題，將瑠花對羽羽的心結解開，因而得到以瑠花而言最高的讚許。
在與劉輝一同前往會見旺季的時候，被劉輝允許除了宣示忠誠外，還可奉獻生命。這也是紫劉輝唯一一次允許他人以性命追隨他一生。
在小說十一集中，在被御史台調查前辭去將軍地位。
在小說十二集中，回到藍家與藍家斷絕關係後，決定效忠劉輝。同時展現自己劍術真正的實力，輕易的擊敗劉輝，象徵不在劉輝面前做任何保留，將「真誠之劍」和全部人生都獻給劉輝。
在小說十三集中，官位下調（那段期間靜蘭以「無業遊民公子哥」戲稱他），目前是靜蘭的部下。
在小說十六集中，將珠翠自時光之牢中救出。
「楸」字中文發音為ㄑㄧㄡ。
在劉輝赢得王位爭奪戰後與珠翠結婚，育有三子。
長子藍子若與劉輝的女兒重華結婚
為保護劉輝而死，卒年不詳。
紅邵可（聲：池田秀一／香港：招世亮／台灣：何志威（第一季）、（第二季））
紅家的長子，秀麗的父親，黎深和玖琅的兄長。40歲。
負責管理府庫的書籍，平易近人的有識之士。
真實身分是暗殺集團「風之狼」的二代首領「黑狼」，初代黑狼「鬼姬」死後，為了保護紅家三兄弟而繼承了黑狼。鬼姬認為邵可是非常溫柔的人，對自己的事漠不關心，但為了弟弟就算要殺人也行，明明是這樣的人自己卻覺得自己相當的冷酷。被鬼姬稱為「魁斗」。（北斗七星的第一顆星，象徵死亡）
在遇到紅仙之前因「保護弟弟」而活的責任而深感疲倦，在先代黑狼死後更決意為死而前往縹家暗殺紅仙，最終在付予「人類的自尊」及「世界」為代價解開紅仙的鎖鏈，並且決定自己要為了珍重的人而活著。
深受黎深的仰慕，然而玖琅卻認為他為人太過和善，不適任宗主之職而將他逐出家門。
由於他很早已隱藏自己的能力，所以人們不易發現他的學識高深莫測。
不擅長泡茶，他所泡的茶味道十分苦，通稱「父茶」（取諧音之意）。酒量很強，但比不上自己妻子。
自幼時便為秀麗打下優秀的國試基礎，收養靜蘭且知曉他的身分但依舊視他為己出。同時傳授劉輝學問並委託宋太傅教導武藝，使得劉輝將邵可視為依靠而經常造訪府庫與邵可談心。也得到街坊鄰居的尊敬，被稱為「紅老師」。
擅長彈琵琶，其琵琶的音色和紅玉環一樣是「死之琵琶」（因為不斷殺人而導致彈奏出淒美絕倫的音色），在暗殺其大伯母紅玉環後絕彈（理由是彈奏殺人的琵琶會被討厭）。曾被先王威脅而彈奏，先王還曾對劉輝說：「如果世上好到連邵可都會彈起琵琶時，就表示你已成為最好的國王」。
個性有為了所愛之人而不擇手段的一面，曾為了阻止秀麗被抓走，不惜打破封印眾多妖怪的寶鏡。也擁有能夠將女兒和國家放在天秤上衡量的「冰之理性」，是被先王、霄太師所認可的政治家。楸瑛也曾說過，若邵可參與政治，藍姓官吏將提早回歸。
年輕時曾擔任藍家三胞胎（現任藍家宗主）的家庭教師並深受其崇拜，現在依然有書信往來（由於藍家三胞胎與兄長邵可如此親近，這令黎深對藍家三胞胎甚為不滿）。在小說第十二卷中，在九彩江與三人訂下內容不明的約定。
在小說第十四卷中，他取代黎深成為新一任的紅家宗主，並向劉輝宣誓，與紅家一起永遠效忠劉輝。
在小說第十六卷中，向孫陵王表示「他想守護的是劉輝，而非他的王位」，不過他也相信在未來的有一天，劉輝能夠成為超越旺季的明君，屆時他要守護的就不只是劉輝而已了。
在重華七歲時去世，與其妻合葬於龍山。

## 朝廷

### 王家
詳細介紹請參照紫家。
蒼玄
彩雲國初代之王，在彩八仙的幫助下建立彩雲國。劉輝的先祖。蒼瑤姬之兄。
彩雲國的歷任君王都需要有蒼玄王的血統，才能在仙洞省與縹家的認可下即位。
被稱為「戰神」。
蒼周
繼承蒼玄王之後成為王。彩雲國的二代王。
以避免战争而登基的君王，他在世時傳說一次也沒發生過戰爭。曾經表示只要再次出現蒼周王此等君主，八仙就會齊聚仙洞宮，不過其實是謊言——雖然最後實現了。
秀麗所崇拜的王。
紫戩華（聲：前田剛／香港：伍博民／台灣：李景唐）
先王。劉輝和清苑（静蘭）的父親。有明君的聲譽而又有「血之霸王」的稱號。被稱之為蒼玄王再世。
大膽的進行許多政治改革，如任用平民為官，提倡「實力主義」等。自幼時便在先代黑狼的陪伴下，弒父弒母，也肅清了許多王位繼承人和貴族，結束了由縹家所掌控的亂世時代而登上王位。
因為戰爭，年過三十才納妃。有六個皇子，皇子們的母親各自不同，但他只是為了留下後代才迎娶她們，從未愛上她們也未給誰王后的寶座，到死之前都貫徹「我一生只愛一個女人」的心。而他愛的人就是先代黑狼-鬼姬。
遵守著喜愛小孩的先代黑狼的遺志，儘管對妃子很冷淡，但有照看著皇子的舉止，每個皇子都有被他救過一次的機會。
是充滿矛盾和混沌的存在，感覺只信任自己，但又能將任務全權委託於臣子。看起來很冷酷又陰晴不定，卻始終只深愛一個女人。因為如此，許多臣子和妃子都被這樣的他深深吸引，令人又愛又恨。
在因病不上朝之後，皇室陷入爭奪王位之亂，病危後亡故。雖然對外宣稱病故，實際上是代替被縹家詛咒的清苑而去世。
在彩雲國秘抄　骸骨を乞う中「紫仙篇」提及紫仙實則已幫他解開縹家詛咒，不過雖已幫他解開縹家詛咒，但流失的生命不會回來，以至王的生命走到盡頭，所以也有壽命自然終結一説，但此時旺季卻進來「殺死」了先王，紫仙為其消除暗殺的痕跡並親自為他整理衣冠。被旺季殺死或壽命自然終結，唯一知道真相的紫仙沒有在骸骨を乞う中透露到底那個才是真正的死法。
紫戩華死後，紫仙取出王骷髏狀的靈魂，並親吻了他，在靈魂消失後向王的骸骨行了對主君最高的禮節，並説出了與主君最後的告別——願乞骸骨，歸。
鈴蘭（聲：小野未喜／香港：許盈）
先王的第二妾妃，也是清苑（靜蘭）的生母。擁有絕世的清麗美貌而得到鈴蘭的稱號。擁有紫門旁系的血統，眾位妃子出身最高貴。
生下清苑後，因身體虛弱而住進離宮靜養。後捲入父親的造反陰謀，和清苑一同被御史台處以流放之罪，最後被其他妃子派來的刺客殺害。
實際上為了贏得先王的愛，偷偷和縹家進行交易。一方面請他們咒殺她認為不適合當王的清苑，讓第六妾妃（劉輝之母）毀容並自殺，卻將責任推給自己的兒子，也用計謀讓父親叩上造反的罪名。另一方面，也對先王下咒，對先王的咒殺只有自己能解開，在「給心還是給命」的選擇下，先王選擇給命（因為先王只愛一個女人），在縹瑠花的咒下，就算用羽羽的全力也只能讓先王多十年壽命。人在離宮且一步不離病床的情況下，比誰都冷靜掌握一切，就連當御史大夫的旺季也都無法找到證據，被先王認為其才能應該當政治家而非妃子，而且她還是和鈴蘭（美麗的毒花）一樣的女子。
第六妾妃
先王的第六妾妃，劉輝的生母。原為貴陽第一妓女。認為自己不得寵是因為劉輝是么子，而且生下劉輝美貌也衰退了，所以經常毆打劉輝並常把他關在陰暗的地窖裡（一次就是好幾天）。曾以為鈴蘭是先王的寵妃而將她趕出後宮。最後因為塗了有毒的化妝品而毀容，憤而自殺。
紫清苑
詳細介紹請參照茈靜蘭。
紫劉輝
詳細介紹請參照紫劉輝。
百合姬
詳細介紹請參照百合姬。
紫重華
紅秀麗和紫劉輝的女兒。於彩雲国秘抄骸骨を乞う的新篇〈秘話冬の華〉中初次揭露其名。
劉輝取這個名字，是因為她的皮膚像白色山茶花一樣白，嘴唇像紅色山茶花一樣紅，頭髮像停留在椿樹上的烏鴉羽毛一般漆黑，是連猴子見了都會驚艷得腦子無法轉動的傾國傾城之貌。
沉默寡言。不同於其母，其具有驚人的美貌，但卻不擅於拉奏二胡，只在邵可、靜蘭、楸瑛的葬禮拉上整夜二胡。
於紫劉輝逝世後繼承王位，成為彩雲國的女王。
與藍楸瑛長子藍子若結婚。
就好似代替母親活下去般，活到七十多歲才去世。
統治期間被稱為是彩雲國史上最輝煌的年代。

### 四省

#### 尚書省
詳細介紹請參照尚書省。
鄭悠舜（聲：神奈延年／香港：蘇強文／台灣：李景唐／林谷珍（重配）（第一季）、陳宏瑋（第二季））
37歲，比黎深和鳳珠大。
尚書令（宰相）。
前茶州州牧輔佐（州尹）。任職十年來，擔任浪燕青的左右手。
能夠壓制住紅黎深和黃奇人，在惡夢國試組狀元及第的傳說之人。
有著溫和穩重的人品，但是也有過相當憤怒的時候。過去曾經發怒揍過黎深。從那時起，他一發怒，黎深和奇人似乎總是先來道歉的樣子。
腳有殘疾，但這不是生來即為如此，以前被誰弄傷而導致如此。雖略微勉強仍可行走，但卻無法奔跑，早晚會變得可以行動,但只是時間問題。
親自自願成為茶州的官吏，但茶州的問題解決後旋即就職宰相（尚書令）之位。
先王與霄太師的一時權宜之計的人事配置招致愈來愈多的不滿，也有作為宰相而被暗殺的覺悟。
妻子是柴凜。
專屬護衛官是茈靜蘭。
對工作一事是個如鬼般恐怖的人。因為讓黎深老實地工作了一事而讓朝廷震撼。
圍棋比靜蘭還強。
有關身世的資料全被銷毀，據凌晏樹的說法，如果黎深知道了他的身世，一定會沒面子再面對悠舜，所以斷定可能跟紅家有關。
在小說十四集中，披露了其實是紅門之首·姬家的倖存者——「鳯麟」，在被先王殲滅前曾向雖年少但已被認定為下任宗主的黎深求救卻被拒，姬家最後被滅。
雖然對先王有一定的深怨，曾向晏樹承認了自己還喜歡黎深，即使黎深是對悠舜的一族見死不救的傲慢的孩子，也承認了喜歡王（劉輝），即使他是把你的一族毀滅殆盡的那個冷酷霸王的兒子。（卻沒有說是否謊言）
凌晏樹表示悠舜、皇毅及自己都是旺季撿來的孩子和繼承人，而當中悠舜是三人中頭腦最好的、最會說謊的、也是最崇拜旺季的人。
当年为了郑悠舜参加国试，旺季把自己的紫战袍拿去当铺当掉
於小說第22集中揭露其只花了數個月的時間就分析了由碧家所造之瓷器「天青」的製作法並重現
在紫闇王座中，選擇背叛旺季，帶著黑白兩家的聲明效忠劉輝，因為劉輝直到最後仍相信自己，而且能為這個國家帶來不同的未來。
在彩雲国秘抄　骸骨を乞う中提到在紫闇王座中五丞原事件結束後不到兩年即逝世。
《紫闇王座》結束後兩年病死，留有一女。
紫劉輝一生中唯一的尚書令

##### 吏部
詳細介紹請參照吏部。
紅黎深（聲：真殿光昭／香港：翟耀輝、蕭徽勇（代配）／台灣：官志宏（第一季）、賀宇傑（第二季））
36歲。
前吏部尚書（至第十三集）。前紅家宗主（至第十四集）。邵可之弟，玖琅之兄，秀麗的叔父，百合姬的丈夫，李絳攸的養父。
稀世的天才，拿出「認真」來的話，一年份的工作也會在三日之內結束。
十分厭惡驅逐了兄長邵可的紅氏一族。另一方面，更憎恨長年把邵可當作殺手使用著，且威脅著百合姬生命的先王和朝廷。
極其喜愛兄長邵可（愛屋及烏的也十分喜愛秀麗）。即使討厭朝廷也爲了跟隨邵可而參加國試，進入朝廷工作。雖然以「聰明冷靜冷酷無情的冰之長官」讓眾人害怕著，但並不真心關心國事，很少真正地認真工作。但是，一牽扯到兄長一家就馬上換了態度，由於他們的一句話增減幹勁的事也多。
惡夢國試組其中一人，考取榜眼。與悠舜、奇人（鳳珠）、管飛翔、姜文仲（藍州州牧）是同期考生，彼此感情很好。黃奇人的面具似乎都是黎深所做。
是彈奏琵琶的高手，但只為百合彈奏
很喜歡李樹，因爲第一次見到百合是在李樹下
經常手持扇子，因此成了一種標記。扇子的真实用途是指挥红家特殊保卫部队(影)。
對重要的人們表達愛的方式非常笨拙，即使幫了很多忙，也無法向秀麗表明自己是她的叔父。
國試途中見到在路旁無望的等待著的絳攸，覺得他很像少年時等待著邵可的自己，從而收養他。爲了不讓絳攸被自己所厭惡的紅氏一族束縛，並沒有給他“紅”姓（雖然絳攸本人並不理解），而讓他以“李”為姓。
在小說第十三集裏，為了讓絳攸選擇自己想走的路（效忠劉輝），故意讓絳攸彈劾自己，同時也被秀麗知道其身分，後來返回紅州。
在小說第十四集裡，察覺到自己對除了對邵可之外的人的漠不關心害死了悠舜和姬家，感到痛苦不堪，因此邵可要求宗主之位讓給自己，讓黎深自己去處理和悠舜的事情。
李絳攸
詳細介紹請參照李絳攸。
碧珀明（聲：私市淳／香港：曹啟謙／台灣：李景唐（第一季）、于正昌（第二季））
初登場時為17歲，與秀麗同歲。
與秀麗同期考國試，以第四名及第。
崇拜絳攸，為向16歲高中狀元的他表示敬意而遲了一年參加國試（但實際上是因為劉輝偷懶不工作而沒實行國試，所以即使沒有絳攸的事他本身也不可能在16歲時受到相同之事），卻被影月、龍蓮、秀麗超越，17歲高中狀元的野心破滅了。
有著純真率直討厭迂迴的個性。
同期進士之中唯一一個幫助影月和秀麗的人。
現在是按照希望順利地分派到吏部中被使喚差遣。
當初是純真的貴族少爺。然而現在，被稱為「惡鬼巢穴」的吏部那如鬼般的官吏給污染，謾罵他人的語彙數量有與日俱增的趨勢。
藝能一族的碧家之子，鑑定的眼光即使是碧家也首屈一指，但卻沒有與生俱來的藝術才能，因此只能努力讀書，入朝為官，希望能在朝廷前線以政治手腕保護碧家的藝術。
歌梨之弟。
龍蓮的「心之摯友·其之三」。被秀麗稱為「珀」。
楊修（聲：萩原秀樹）
吏部的蒙面官吏（類似秘密糾察、卧底），擅長變裝，歐陽玉是協助變裝的幫手。
吏部官吏中能反抗黎深之「精銳中的精銳的十分之一」的一人。
因為對秀麗做了最低的評價（在吏部的正當評價），所以被黎深瞪。
在第十四卷的小說裡，他取代絳攸一職，現任為吏部侍郎，代理尚書之職。
名字的由來是取自三國志和三國演義的登場人物楊修。

##### 戶部
詳細介紹請參照戶部。
黃奇人（聲：中多和宏／香港：林保全／台灣：李景唐）
36歲。
戶部尚書。
真名為黄鳳珠（ Kou Houjyu）。
景柚梨的上司。
紅黎深和鄭悠舜的舊知，亦是同期國試考生。在惡夢國試組中探花及第。
經常戴著面具，但其實擁有傾國傾城的美貌。同樣與景柚梨是同期黄州州試的考生，因為黄鳳珠的美貌令所有考生無法集中，所以除了鳳珠以外就没有人通過。（外傳有說明）
曾經喜歡過紅黎深之妻百合，但被百合因「我沒辦法以妻子的身分站在你這張臉旁邊」的理由拒絕(實際是黎深冒用百合名義拒絕的)，因此帶著面具十幾年。
即使知道秀麗是女子，也還是不揭穿她讓她在戶部短期工作。
在秀麗不慎失足掉進河裡時，曾與黎深共同前往探視，平常默默關心秀麗。
是位氣功高手。（《黃金的約束》一書中提及）
在漫畫第十四集，其容貌被揭露。
在小說十三集，將黃家命令辭官返鄉的書信丟掉，意謂了捨棄家族而選擇悠舜。但黎深最後沒有選擇悠舜，想起當年惡夢國試組曾在悠舜到茶州前，大家要在悠舜回到中央前各就各位的約定，而落下了眼淚。
景柚梨（聲：西村仁／香港：黃啟昌／台灣：官志宏（第一季）、于正昌（第二季））
戶部侍郎。
能讀出奇人的面具之下的表情的稀有之人。
從奇人戴上面具之前就跟在身邊。
有著穩定的人品。
即使知道秀麗是少女之後，仍以女扮男裝時的假名「秀君（台譯：小秀）」稱之、疼愛。
與奇人兩人獨處時，稱呼奇人本名「鳳珠」的少數人物。
曾經與黄奇人是同期的黄州州試考生，但因黄奇人的美貌令他無法集中，考試中落第，接著一年再投考國試，最後成了黄奇人的左右手。
被歐陽玉稱為少數正常（正經）的高官。
從短篇集〈相遇必有期〉當中悠舜和鳳珠的對話可知棋藝高超。
在小說第十四集中，在紅州實施經濟封鎖時，曾與秀麗和清雅討論其嚴重性。
小說第十六集中，在朝會時曾提出對凌晏樹的質疑，認為不該將禁衛軍調至碧州協助蝗災，使國王曝於無禁衛軍保護的危險中，但遭到反對。
最後在悠舜之後成為了彩雲國的宰相。
碧遜史
戶部施政官。
高齡。
於炎夏時期被酷熱的天氣擊倒（即中暑），燕青代理職務之。
高天凱
戶部施政官。
高齡。
於炎夏時期被酷熱的天氣擊倒（即中暑），秀麗代理職務之。

##### 禮部
詳細介紹請參照禮部。
魯尚書（聲：家中宏／香港：陳永信／台灣：官志宏）
初期為訓練進士們的魯官吏，安於職位守本分。
對「惡夢國試組」、絳攸和楸瑛、影月和秀麗等有前途的官吏，會故意給予困難繁瑣的工作，實際上是為了培養新人們不屈不撓的決心，還會偷偷送茶水和點心給熬夜工作的新人。
是紅黎深少數尊敬之人，後來在黎深的計畫下被拔擢為禮部尚書。
和官吏（聲：小伏伸之／台灣：孫誠）
禮部的官吏。
自我通稱「麿」（マロ）(動畫中自稱「本官爺」)。（編註：麿（マロ）為古日本時期自稱為「本人」的優雅說法。）
對秀麗和影月作惹人生厭之事。（在秀麗和影月身為進士時常將繁重工作丟給他們，並故意打亂他們已完成的工作內容）
蔡尚書（聲：藤本讓／香港：朱子聰）
魯尚書的前任尚書。
本身對女性出任官吏抱持著偏見。
被霄瑤璇看出沒有才能且會惹是生非，但地位低時處理不了，所以故意安排至尚書位置。在紅秀麗的進士時期所引發的事件中，被革職且被紅黎深盯上，下場非常淒慘，被警告不許靠近與紅家相關的地方(但全國上下幾乎沒有地方跟紅家無關)一旦發現就會被綁石頭扔進河裡。
禿頭，且此事為紅黎深所知
曾一度企圖以茶家宗主之戒贗品並結合其不正當手段為非作歹，但以失敗告終。

##### 兵部
詳細介紹請參照兵部。
孫陵王（聲：牛山茂／香港：黃子敬／台灣：于正昌）
兵部尚書，前藍州州牧。
與門下省長官旺季是好朋友，是支持旺季作王的追隨者。
曾與旺季一同參與對抗先王的守城之戰，後來二人雖戰敗但先王卻容許他們繼續留在朝廷。
因經歷過黑暗的大業時代，因此討厭戰爭。
在旺季與劉輝的王位之爭時作為同伴而一同前往，當晏樹煽動軍隊時毫不猶豫轉身阻止他們。
自稱自己的孫姓和黑門孫家無關，但實際身分其實是黑門孫家的劍聖，就連邵可也自認不及。
喜歡抽菸，有向人嘴巴丟糖果的習慣。
因戰爭關係而曾吃過沾上蜜糖的蝗蟲，自後對它的味道念念不忘。
黑燿世認為他是非常優秀的人物，也表示也有很多武官崇拜他。
武力很強，即使面對黑白兩大將軍也能打的不分上下。
在秀麗想調查兵部侍郎一事而打算潛入兵部時被陵王發現，留下一句「你不應該死在這裡。」後讓黑耀世帶走秀麗。
孟侍郎（聲：蓮岳大／香港：潘文柏／台灣：賀宇傑）
前兵部侍郎，曾計畫刺殺藍十三姬與紅秀麗，已故。

##### 刑部
詳細介紹請參照刑部。
來俊臣
刑部尚書。惡夢國試組成員之一，精通古今中外的司法知識。
四十五歲，夜行性、有向喜歡之人送棺材和墓地的習慣，亦喜歡在腦海中計劃別人的喪禮。
平時睡在囚牢低層放著的一具棺材裡，因此這也成為了囚房的怪談。
在參加國試時公開宣布討厭先王而入朝，少數國試出身卻能被貴族派喜愛之人，但立場處於絕對的「中立」。
在小說十四集中，因秀麗在處理李絳攸的事件十分出色因而讓來俊臣對她產生興趣。
角色名稱來自於武則天時期的酷吏來俊臣。

##### 工部
詳細介紹請參照工部。
管飛翔
40歲。
工部尚書。惡夢國試組其中一人，與悠舜、黎深、奇人同期及第，十分喜愛喝酒，酒量非常大。稱呼歐陽玉為「陽玉」。
叱吒黑白兩州大流氓總頭領的兒子，人稱「九紋龍」。
雖然看上去魯莽豪邁，但是其實是一个心思細膩且重感情的人。
原本對被優待的女性官員-秀麗無法認同，但在鬥酒對決後，見識到秀麗想當官的意願後，承認了秀麗身為「官吏」的身分。
曾被姜文仲救過，在最終卷中協助蘇芳救出被軟禁的姜文仲。
歐陽玉（聲：羽多野涉）
工部侍郎。與飛翔，被人稱為「六部之中關係最惡的尚書與侍郎」，兩人經常吵架。
出身自碧家四家之一的歐陽家，和碧歌梨之夫歐陽純是表兄弟關係，對碧珀明相當照顧，視守護碧家為自身的使命。
喜愛打扮，品味很高，喜歡穿著華麗花俏的服飾，被秀麗認為是「有品味的龍蓮」。
和吏部楊修、戶部景柚梨是好友。同時是楊修變裝的幫手。
和管飛翔相同，無法認同被優待的女性官員-秀麗，但在管飛翔和秀麗鬥酒對決後承認了秀麗身為「官吏」的身分。
管飛翔稱其酒量比他還好。
在小說十六集中，碧州州牧慧茄因地震下落不明，因此特例成為碧州代理州牧，暫代其執行職務。
陶老師（聲：澤田將考／香港：黃子敬→梁志達）
為彩雲國國王的專屬御醫，下轄御醫機關「大醫署」。
大醫署長官（聲：齋藤志郎）
動畫版原創人物。

#### 門下省
詳細介紹請參照門下省。
旺季（聲：家中宏／香港：招世亮／台灣：陳宏瑋）
門下省長官．侍中，和孫陵王是好友關係，「鬼姬」之弟，小璃櫻的爺爺。
與幼時的劉輝關係很好
曾擔任御史大夫，暗中行動讓御史大夫地位提升到尚書之上，同時收留被先王所捨棄的貴族，組成了自己的派系。
據孫陵王表示，旺季有三名繼承人，分別是葵皇毅、凌晏樹和鄭悠舜。
討厭秀麗，原因是在秀麗身上看見自己姐姐「鬼姬」的影子。
在小說最終卷《紫闇王座(上)》裡因秀麗能夠讓瑠花無條件全面展開救濟蝗災及展現一名官員出色的才能，從而向秀麗提出邀請希望她能協助自己。秀麗冷靜且堅定地拒絕了旺季的邀請，其原因是不論現在的劉輝與旺季對比有多大，但是任用女性為官這樣的做法是旺季絕對做不到的事。
一直希望成為國王，擁有仙洞省和縹家都認同的「王族血統（蒼家）」，是比紫劉輝更純正的血統。於紫闇王座中揭示其為王位第一順位繼承人。
年齡五十後半，有孫（小璃櫻）。
在小說十五集，藉由驅除蝗蟲的名義得到兵馬權。在小說十六集，親自前往紅洲指揮驅除蝗蟲的工作。
在小說十六集中，表示徹底放棄劉輝。並說出是為了「討厭的東西」（饑荒、旱災、水災、瘟疫）而努力，和劉輝的為了「喜歡的東西」（成為讓秀麗、邵可等人認同的國王）而努力的差異。並表示在下一次相見的時候（他自紅州回來），他們的角色（君臣）將會顛覆，暗示著他將取代劉輝成為國王。
於最後一集時劉輝表現出他要成為王的決心，在一對一的對決中敗在劉輝手下。最終收下莫邪，願意成為劉輝的臣子。
於《彩雲国秘抄　骸骨を乞う》〈霜の軀〉和〈北風の仮面〉中敘述到不滿紅秀麗的中下級貴族試圖刺殺紅秀麗，榛蘇芳向旺季求援，旺季孤身前往，救下秀麗後傷重不治。
凌晏樹（聲：千葉一伸／香港：劉昭文）
40歲。
門下省次官．黃門侍郎，和葵皇毅是多年好友。
比紅黎深、黃鳳珠年長且官位較高。
與吏部戶部尚書是死對頭，源自尚書省多半來自國試人選，而門下省多半是名門貴族提拔不用經過國試，在朝廷尚書省與門下省明顯形成兩派平民與貴族的對立關係。
在貴族派與國試派中是保持中立的位置。
說一套做一套的人，讓人無法捉摸，喜歡說謊，而且對於說謊這個毛病不覺得羞恥。是胡蝶唯一一個征服不到而又套不出名字的神秘客人。
喜歡吃桃子。消息很靈通。
據說曾問過他身世的人都「消失」了。
他在繼承了做為養子入門的貴族的財產和特權之後，每一個他做為養子入門的家族都只剩下他一個而滅亡，他則更換門庭繼續生存下去。簡直就像他將那些家族滅亡了一般。但是能沒有顯示他和家族滅亡有關的證據。淩家是他最後一個入門的家族，現在也已經幾近滅絕。
旺季的三名繼承人之一，表示和皇毅跟悠舜不同，很討厭旺季，但更討厭輕視旺季的人。
在小說十四集，向朝廷宣告秀麗是紅家直系出身，提議劉輝娶她為妻來解決紅家的問題。
有多次想殺害旺季的衝動 (其實比任何人都在乎旺季)。
和茶朔洵是同父异母的兄弟，同是茶仲障的私生子。
最后亲手杀死了自己的亲弟弟。
在秀丽10岁时曾向她求婚， 对其似乎有男女之情。
与黑仙有所交易，可以任意使用茶朔洵的屍體。
在小說第十五集中利用茶朔洵的屍體潛入縹家，並且砍下縹瑠花的頭顱。
一直以來的願望是：不管用任何肮髒的手段，也要實現旺季的夢想。

#### 仙洞省
詳細介紹請參照仙洞省。
羽羽（聲：坂東尚樹／香港：陳曙光／台灣：林谷珍）
仙洞省仙洞令尹。為縹家在「外面」的代理人。
身形嬌小，可愛的鬆軟外表被私下暱稱為「羽羽爺」。
是位高齡且相當具有親和力的人。
相當受女官的歡迎喜愛。
仙洞省主要的工作是仙學、天文、曆法、氣象學、占星等，但是最重要的大事則是—皇帝的婚事。
五歲時曾救出困在時光之牢中的縹瑠花，在出來後兩人的法力都增強了。
招聘璃櫻（リオウ）為仙洞令君。
少數知道縹家黑暗的過去，先王和風之狼的秘密的人。知道縹瑠花的存在，為縹家的未來所憂心。
選擇了紫戩華而與瑠花對抗，其實是試圖想扭轉瑠花的命運；紫戩華與瑠花同樣都背負弒親的命運，羽羽認為若能改變紫戩華的命運，那麼瑠花的命運或許也能改變。
稱呼瑠花為「我的大小姐」，讓璃櫻也在不知不覺中如此稱呼心愛的薔薇公主。
出身縹門四家‧羽家，為擅長操縱風的一族。
被瑠花指名為首席術者，和瑠花分擔神器"蒼"。
在瑠花人頭落地後原本想犧牲自己來平息混亂，但魂魄被瑠花踢出來，為的是修復神域和把羽羽體內的"蒼"歸還。
在最終卷中被遭受洗腦且心懷不滿的仙洞官殺死。
璃櫻
詳細介紹請參照リオウ。

#### 中書省
詳細介紹請參照中書省。

### 朝廷三師
詳細介紹請參照朝廷三師。
霄瑤璇（聲：石井康嗣／香港：譚炳文／台灣：官志宏）
為三師中的太師。也是彩八仙中的紫仙——紫霄。
在紫戩華(先王)時代擔任宰相。和先王同樣有指揮「風之狼」的權利。
不論發生甚麼事永遠只以「國王」為優先，官員、貴族、人民都會棄之不顧。
宮廷百官之長，僱用秀麗當劉輝的老師。
被許多官員稱為「老狐狸」。
於先王時代被稱為「國之頭腦」
唯一真心侍奉的君主是戬華王。
在骸骨を乞う的新篇〈秘話冬の華〉中以烏鴉的狀態出現在劉輝的女兒紫重華前，疑似喜歡重華，曾消除所有人對「霄太師」的記憶，劉輝及重華遊走全國尋找記憶中的人，以“霄瑤璇”的身份成为劉輝一朝最后一屆國試的狀元並成功逃脱做官。
宋隼凱（聲：小形滿／香港：盧國權／台灣：何志威）
為三師中的太傅。劉輝和清苑都稱呼他為宋將軍。
先帝曾賜與瑞香花，代表「光榮與不朽」。
有全國首席劍士美譽的一代猛將。
因訓練新兵過程嚴苛，故無法訓練新兵。劉輝是唯一通過訓練的弟子。
在先王和霄瑤璇指揮之下，參與「貴族清算」的人。
不認為自己能壽終正寢，認定「殺人者終會被殺」，和茶鴛洵相同，早已決定了自己的死法。
於先王時代被稱為「國之利劍」
在紫仙消除了所有人對「霄太師」的記憶時，卻唯獨保留下宋的記憶。後來告訴重華霄的名字，並吩咐連其父也不能泄露。
茶鴛洵（聲：坂東尚樹／香港：陳曙光／台灣：孫誠）
為三師中的太保。妻子英姬為擁有預知能力的才女。
先帝曾賜與菊花，代表「高貴、高潔、高尚」，後來以菊花為幟。
八年前的王廷爭奪戰為了讓茶家保住地位努力一切爬升到太保的位置。
深知茶家因為自己的權位而讓茶家宗親在茶州肆無忌憚，
所以與紫霄約定以叛亂之名--擁戴清苑太子，讓自己遭逮捕被紫霄親手殺掉，
實則是讓茶家沒有靠山，讓後人重新摧毀茶家腐敗建立地位。
視霄太師為競爭敵手。魂魄曾附於宗主之戒上。
在秀麗和影月擔任州牧時，了結復興茶家的心願，其靈魂終能安息。
於先王時代被稱為「國之忠貞」
在故事後期得知成為神器羿之神弓之人柱。

### 御史台
詳細介紹請參照御史台。
葵皇毅（聲：成田劍／香港：葉振聲／台灣：林谷珍（ep.23））
40歲。
御史大夫，晏樹的兒時玩伴。秀麗的頂頭上司。
名門葵家的唯一倖存者，他的一族於先王時代因為集結偽證和誣告之事，而遭到滅門。
讓秀麗要在御史台工作，不然就免除官職，不留情面地利用秀麗的廣大人脈令她替自己辦事。
比悠舜還年長，官吏經驗相當豐富。
擅長吹笛而且比龍蓮好聽幾百倍。
似乎偏好濃茶？
崇拜旺季，旺季的三名繼承人之一。
有逐漸認同秀麗的趨勢，被狸狸說是敗給了紅秀麗。
對劉輝將秀麗納入後宮的行為感到愚蠢。
一直以来的願望是：無論發生甚麼事都會留在朝廷。
凌晏樹和紅秀麗是唯二能讓他氣到青筋暴起的人。
在骸骨を乞う中，旺季死後被景柚梨提拔為宰相。
陸清雅（聲：森久保祥太郎／香港：曹啟謙→黃啟昌）
初登場時為20歲，監察御史，一開始是以冗官的身份出現在秀麗和蘇芳面前。
出自舊紫家四門之一的陸家，繼任者有戴上銀手鐲的習慣。現在，由於戴著銀手鐲而令人知曉他是下一任宗主。但似乎已有相當於陸家宗主的地位。
通過資蔭制十四歲就入朝，迅速嶄露頭角、當選為最年輕的朝廷選拔最嚴格的監察御史、不斷檢舉案件。不擇手段的走在出人頭地的階梯上。
被稱為「御史台長官的秘藏小子」、「官吏殺手」。
在冗官時期因能正確讀出狸狸的原名而被狸狸算計。
為人狡詐喜好利用人。秀麗在贗品、鹽價上漲參砂兩件想申訴事件中，都被他事先暗中搶走證據為自己立功。
與秀麗是「不共戴天的天敵」，但後來也慢慢認同紅秀麗的行動力、判斷力和預見力。
擅長綁女生的頭髮。對女人有強烈的不信任感，據燕青的說法，那是因為他曾被女人騙過的關係。
最後被葵皇毅升為侍御史。
在骸骨を乞う的新篇〈秘話冬の華〉中，顯示他結婚並有兒子
紅秀麗
詳細介紹請參照紅秀麗。
榛蘇芳（聲：勝杏里／香港：馮錦堂／台灣：賀宇傑）
初登場二十歲，大秀麗二年。
暱稱呆呆（台灣角川翻譯；台灣電視版則譯作「呆呆」）（日文原文為(TANTAN)，由(TANUKI，意思是狸)簡化而來；因此亦有人把他的名字譯作「狸狸」），曾御史台見習並跟在秀麗身邊。
靠著父親的財力買個官職在御史台工作。
應父親的要求跟紅秀麗求婚，寫出讓胡蝶姊、紅紹可、茈靜蘭都笑到肚子痛的情書，讓秀麗很尷尬。
後來父親被人陷害買賣贗品同時洗錢流出偽幣，而跟秀麗同貶為冗官。
教會秀麗知道男人的真面目；在秀麗一股腦兒往前衝時，給予適時的提醒。
讓靜蘭很放心的朋友，跟靜蘭約定要在秀麗身旁工作「保住最後防線」。
小說十二集後，原是代替秀麗被解職，但卻被葵皇毅升職為正式監察御史。在八州到處巡迴。
後來被稱「謎樣監察御史」。他的口頭禪：「拜紅秀麗所賜，自己的人生也變的波濤萬丈。」，也被流傳到後世。
在第十五卷中表示願意認同劉輝為自己的國王，但並非因為劉輝本身，而是因為直到最後都認為劉輝是好國王的秀麗。
最終卷中奉命前往藍州救被軟禁的姜文仲。
當不滿紅秀麗的中下級貴族試圖刺殺紅秀麗，他曾向旺季求援。
浪燕青
詳細介紹請參照浪燕青。
茗才
詳細介紹請參照茗才。

### 禁軍
詳細介紹請參照羽林軍。

#### 左羽林軍
黑燿世（聲：松本大／香港：李錦綸／台灣：林谷珍）
左羽林軍大將軍。
楸瑛的上司。
不愛說話，幾乎都不開口，與工部的管尚書酒量相當，有著非常強的酒量。
出身與白家並列齊名的有名武將世家─黑家，與白雷炎是吵架的朋友（好對手、勁敵）。
與雷炎一樣，識破靜蘭的真正身分，勸誘他加入左羽林軍。（靜蘭曾短暫加入右羽林軍）
藍楸瑛
前左羽林軍將軍，詳細介紹請參照藍楸瑛。
皋韓升（聲：立花慎之介）
左羽林軍所屬的仰慕楸瑛的部下。
擁有卓越的射箭技術。
在紫闇王座中選擇效忠劉輝。
角色名字源自於《三國演義》的人物黃忠（字漢升）。
朱全
羽林軍所屬的士兵。
喝醉後有在人臉上胡亂塗鴉的習慣，靜蘭也曾被胡亂塗鴉。

#### 右羽林軍
白雷炎（聲：大橋佳野人／台灣：孫誠）
右羽林軍大將軍，常披著一張白色虎皮掛在肩上。
靜蘭的上司。
有著豪放的個性，與工部的管尚書酒量相當，有著非常強的酒量。
出身與黑家並列齊名的有名武將世家─白家，與黑燿世是吵架的朋友（好對手、勁敵）。
兩大將軍的個性也是南轅北轍。
沈默寡言的黑耀世與心直口快的白雷炎每每一談不攏隨即劍拔弩張，他們的部屬為此傷透了腦筋。
識破靜蘭的真正身分是清苑皇子，一直很難纏地勸誘他加入右御林軍。
故意蓄著鬍鬚掩蓋了真實面容，但靜蘭說他實際上是娃娃臉。
最終卷將青釭劍交與劉輝並宣示效忠，卻不知那也代表白家的效忠，不小心將整個白家給賣了，白家宗主只得哭著寫下起誓書。
皇將軍
右羽林軍將軍。
茈靜蘭
詳細介紹請參照茈靜蘭。

#### 十六衛
詳細介紹請參照十六衛。

### 後宮
珠翠
珠翠原本是縹家人，為縹瑠花的女兒。從小被洗腦作為暗殺傀儡，卻有自己的意識，並能說話，這在暗殺傀儡中很罕見。原是在七歲時將成為薔薇姬的肉體，但在邵可帶離薔薇公主逃亡時被一併從縹家帶走。
在十年前王權鬥爭之後低調的當起了后宮宮女的長官，只接受邵可、霄太師與先王的命令而行事。
就職后宮的女官長。在秀麗離開后宮後，也作為跟隨聖上的首席女官而在皇宮中執掌后宮大小事務。
她的言行舉止都無可挑剔，論美麗程度的話，據說可以媲美貴陽的第一花魁—胡蝶。是個才色兼備的女官。
珠翠自小被邵可收留，仰慕邵可如同香鈴仰慕茶太保一樣的心情，願意為邵可做任何事。能夠喝下邵可的“父茶”，也是表達對邵可抱有特殊感情的深厚程度。在邵可帶走薔薇公主時，也把珠翠一同帶出縹家，將她視為親生女兒來撫養。自小隱姓埋名，為躲避縹家的追捕跟著邵可習就一身本領，以風之狼一員的身份來隱藏了自己的身世。
對邵可、其夫人紅薔君和女兒秀麗都非常重視。她偷偷愛慕著邵可，同時也在暗中默默的守護著秀麗。
故事開頭，為了保障秀麗的生命安全而服從了霄太師的命令，從中參與到了和茶鴛洵的陰謀的對抗中。
對縫紉技巧一竅不通。她還擅長跳舞，因跳了一曲扇子舞—《想遙戀》，而使藍楸瑛深深愛慕上了她。
作為風之狼成員，手持武器為兩個前端附有尖刃的乾坤圈。
在出生的時候即被縹瑠花施法下了暗示，小璃櫻是啟動暗示的關鍵之鑰，為此對小璃櫻很警戒。
暗示開始隱隱啟動後，一邊覺得身體不適一邊拼命的忍受著痛苦，但最終還是被咒術操縱而襲擊十三姬。
雖然暗示一度啟動後可能至死前都被操縱著，但不知道為什麼在聽到秀麗的聲音時暗示被自動解除了（好像是聽到有人叫她的名字時就會被解除，藍楸瑛也試過說關於邵可的事，她也會有反應）。
自身擁有“千里眼”的特異能力（原本沒有此異能）。
讓出后宮女官之長的職位給了十三姬，在與司馬迅逃離至藍州後返回縹家。
返回縹家後仍被縹琉花洗腦監禁，但仍不斷逃出，最後被關進時光之牢
在小說十六集時被藍楸瑛從時光之牢救出，並成為大女巫，擁有了千里眼以外的異能，如能聽遠處聲音。並輔佐縹瑠花。
雖然稱呼瑠花為母親大人，但於第十七卷中揭露瑠花並沒有子嗣，珠翠和縹漣應該都不是瑠花的親生子女。
在最終卷中繼承瑠花，成為新的大巫女，並為暗殺傀儡正名為槐樹守護者，與璃櫻一同中興縹家。
在劉輝赢得王位爭奪戰後與楸瑛結婚，育有三子。其長子藍子若與劉輝的女兒重華結婚。
香鈴（聲：仙台惠理／香港：何璐怡／台灣：黃珽筠→穆宣名）
初登場時為13歲。
王位之爭時，倒在茶太保之邸的門前被救起。
接受如同後宮之職般的教育，進入後宮後也和茶太保維持聯繫，打從心底愛慕茶太保。
侍奉身為貴妃的秀麗，對秀麗抱有好感，但無意間得知茶太保的野心後在秀麗的杯中下毒，茶太保事件完結之後被送回茶州的茶太保之妻縹英姬身邊。
心情平復後為了償還罪孽而再次回到秀麗身邊，為秀麗竭盡全力。
藍十三姬
詳細介紹請參照藍十三姬。

### 風之狼
鬼姬
初代黑狼、旺季的姐姐，年紀比先王大，是先王的青梅竹馬和一生唯一摯愛的女人。非常了解先王和邵可，是邵可非常尊敬之人。
比任何人都希望和平時代的降臨，也比任何人溫柔，但卻不得不殺害許多人的奇妙之人。
喜歡小孩子，希望先王能建立讓小孩快樂的國家。
為了國家和王犧牲一切，旺季似乎從秀麗身上看到她的影子。
暗殺薔薇姬失敗而被縹家所殺。（事實上是她得知要解除薔薇公主身上的枷鎖，便要以「世界」作為代價，因為自己不能失去在乎的人，因而下不了手，最終死於縹家）
被稱呼為栗花落姬。
紅邵可
詳細介紹請參照紅邵可。
縹珠翠
北斗
詳細介紹請參照北斗。

## 貴陽的人們
柳晉（聲：曾田光星／香港：雷碧娜／台灣：黃珽筠）
秀麗的私塾的學生，仰慕秀麗。
在王位之爭時差點死去。
因害秀麗落入冰冷的河川中而感冒發燒感到自己有責，在下雪之天裡，到龍山去採藥草，遇難。
由於秀麗成為官吏而無法繼續在私塾教書，他卻以為秀麗是為了結婚而停止授課。
在秀麗危難時出手幫助。
琴戀（聲：淺倉杏美／香港：梁少霞／台灣：陶敏嫻）
秀麗的學生。
動畫原創的人物。
由於母親生病，而代替母親在賣髮飾、簪的店銷售物品的少女。
代為販售飾物時被謊稱梳子品質不良的男子纏上，幸而秀麗及時救助。
桃華（聲：江里夏／香港：鄭麗麗）
秀麗的學生。
原作中是梳著包包頭的少女與僅僅只是被寫出來當配角的角色，並無名字。
經常和柳晉在一起。
胡蝶（聲：山像かおり／香港：黃麗芳／台灣：黃珽筠（第一季）、姜瑰瑾（第二季））
花街之首，姮娥樓的第一名妓。絕世美女，願意為她的一夜花上千兩黃金的人不計其數。胡蝶是彩云国的美女代名词，刘辉说她的美貌能与珠翠一较高下。
在秀麗喪母後，自秀麗到姮娥樓工作之後便一直照顧著她，對秀麗來說是亦母亦姐的存在。
為城下街掌管花街的首領，被稱為主宰城下街的女中豪傑。
晏樹是她唯一一個不能征服和套不出名字的神秘客人。
名言為「化妝是女人的戰鬥服，只要一哭妝就會花掉，如此一來就不能哭」，提醒秀麗就算和男人處於同一座舞台也不可能變成男人，「不要忘記身為女人的本分」。
雪玉（聲：雪乃紗衣／台灣：黃珽筠）
動畫原創的人物。
被認為應該是「姮娥樓」的受理（接待）之人。
大東家（聲：稻葉實）
本名不詳。熱愛收藏骨董與藝術品。
榛淵西（聲：松山鷹志／香港：林保全／台灣：林谷珍）
榛蘇芳之父，原翰林院圖畫局之官吏。
王慶張（聲：杉山紀彰／香港：蘇強文→伍博民／台灣：陳宏瑋）
與秀麗同年。
紅秀麗的青梅竹馬，自幼喜歡秀麗。
為貴陽某間酒家主人的三子，故常被人稱呼「三太」。
曾臥底於貴陽的地下組織「青巾黨」並幫秀麗等人蒐集情報。
因為是第三個兒子，不必繼承家業，但是要求他入贅的貴族提親相當多，但通通都拒絕了，原因是自己已有心上人－秀麗。
聽聞秀麗在茶州的所為所感動，為了要配上秀麗而努力鍛鍊自己，改掉原本自己吊兒啷噹的行為，其努力的程度甚至被絕世美女胡蝶評為「好男人」。同時也為秀麗被貶官感到不平，認為秀麗沒必要為那些不認同自己的人工作。
後來對秀麗求婚失敗後，前往茶州，發誓回來一定要秀麗叫他本名「慶張」。

## 全商聯——紫州分部
公孫（聲：大川透／台灣：孫誠（第一季）、林谷珍（第二季））
在貴陽全商連接受交涉談判的男子。
加來（聲：大橋佳野人／台灣：官志宏）
全商連紫州分部砂恭區區長。
告訴秀麗紅家的秘密以及木簡的效果。

## 茶州組

### 茶家
詳細介紹請參照茶家。
茶鴛洵
詳細介紹請參照茶鴛洵。
縹英姬（声：堀越真己／香港：陆惠玲／台湾：郭馨雅）
茶太保·茶鸳洵之妻，茶春姬的祖母。
英姬年轻时看中了鸳洵的才华而不顾家族的反对追求茶鸳洵。
丈夫茶鸳洵长期不在茶州时，便成为茶家的代理宗主，代替处理茶家大小事务。堪称代替丈夫掌管茶家的女中豪杰。
知道丈夫死讯后便放弃代理茶家宗主之职，不作任何的抵抗自愿被他人软禁起来。
当茶克洵下定决心担任茶家宗主后，她担任了克洵的监护人。
她似乎和霄瑶璇也是旧识，而且还非常讨厌他。嫉妒鸳洵和霄太师交情很好（也知道是霄太师杀了鸳洵）。
据说年轻时代的鸳洵和英姬经历了火热的恋爱。但是她心爱的丈夫，却是个满脑子都是国事的男人。
英姬性格刚烈，是位自尊心很高的美人。但被缥璃樱贬其美貌为不及蔷薇公主之万分之一。
英姬出身于异能一族的缥家，是缥家的巫女,是縹瑠花期待已久的強大能力繼承者。
嫁茶鸳洵之后便失去了本身的“预知”能力。
虽然力量衰弱了，但尽管如此普通的缥家术者仍然无法胜过她。
英姬自身拥有预知未来的能力。别名为“先见之女巫”。（注：“先见”即为预先看见，也可解作“预见”。）
英姬本身还拥有一种特殊能力“千里传音”。这种力量依旧尚存。被软禁的英姬使用此力量对隐藏起来的春姬下达行动解救克洵的暗示。
茶朔洵在被凌晏樹操控肉體後,帶領縹家術士與暗殺傀儡要殺害英姬,目的是為把茶州祠堂完全破壞掉。其實早在那之前茶朔洵的魂魄就早先一步到英姬身邊警告她，在影月和其他醫師的幫助下假死。
在貴陽因複數個神器損毀和瑠花之死而面臨大地震時，出現協助瑠花和羽羽。最後因壽命以盡而無法在回到原本的身體。
從紫闇王座中得知茶州的神域為漂泊的地底湖，而建在上面的祠堂負責鎮壓此地。然而茶仲障和茶朔洵的所作所為差點毀掉此祠堂，為此，霄瑤璇讓茶鴛洵的魂魄化為人柱，鎮壓此地，而鑰匙則交給了英姬。後來英姬把鑰匙交給了春姬。
已經死去。
茶仲障（聲：岩崎征實／香港：林保全／台灣：李景唐）
茶鴛洵之弟。
對有才華的兄長抱持著嫉妒的意念，將茶家的宗主信物─戒指、茶州州牧官印與玉珮、紅家的血統當作目標。
妻子是茶家的直系。
有一獨子，但認為其不重用而幽禁他，最後其子為了保護克洵而殺了仲障。
最後的下場就是覬覦茶家宗主之戒失敗，見到霄太師的幻影之後傷重而死。
茶草洵（聲：諏訪部順一／香港：伍博民／台灣：何志威）
茶仲障之長孫，亦是仲障最疼惜的孫兒。
脾氣暴躁，因爭奪茶家宗主之位而遭朔洵反算，被瞑祥的殺刃賊手下所弒。
浪燕青常以「小草」蔑稱他。
茶朔洵（聲：子安武人／香港：李致林／台灣：李景唐）
初登場時為29歲，大秀麗12歲。
茶仲障之次孫(實情是茶仲障與兒媳所生的不倫之子)，向秀麗偽稱自己「琳千夜」（りん せんや）。
外表俊美，常假裝成一無是處的浪蕩子，其實是恐怖的陰謀家。
個性雖然與劉輝相反，但卻有與他相似之處。
十五歲時便玩弄殺刃賊於股掌之中，而被茶鴛洵稱之為茶家的怪物。
清苑皇子流放期間不幸被納入為殺刃賊也是朔洵的計劃。
深愛紅秀麗，喜歡聽她拉的二胡。一直想喝秀麗泡的甘露茶，但始終無法如願。
為了讓秀麗一輩子記住他，讓秀麗不知情下讓他服下毒藥，繼而慢性毒發，但事後卻找不到其屍體。
《深深沉眠的水底》裏得知他討厭人參，紅蘿蔔及擅長教書。
中毒後行蹤不明生死未卜，從在「光照碧境」（電視動畫為第2季「深入虎穴」）中登場後，被認為其仍然生存的可能性很高，但他從頭到尾都並未發言，很可能是被捉住兼且身體虛弱的影月所看到的幻覺。
其中一篇短篇在《深深沉眠的水底》則以他作為主角，時間是茶州的流行怪病已全面解決後，秀麗一行人仍在茶州而亦將會起程回貴陽的時候。當中朔洵便趁著禦魂燈日，在影月的夢中捉住了影月，並帶他去參觀其他人的夢。經過此次「旅程」後，朔洵好像領悟到一些人生意義，最後打算準備在適當的時間正式醒來（中毒後的他，其實一直在沉睡，但卻能處於遊魂的狀態底下）。
浪燕青常以「阿朔」稱呼他。
(之前縹瑠花讓朔洵沉睡了。在茶州時，黑仙借了正好近在咫尺的紅秀麗的壽命，使朔洵甦醒了。）
帶領縹家術士與暗殺傀儡要殺害英姬(事實上卻是為了讓英姬處於假死的狀態,讓她在以後縹家發生災難時能夠再次出現)，為把茶州祠堂完全破壞掉而來(碧州祠堂也應該是他破壞了)。
小說17卷中，講述實情朔洵是茶仲障與兒媳所生的不倫之子，死後被同父異母的哥哥凌晏樹利用自己的身體去偷走被放在棺材中的秀麗（沉睡中）。
身體上的術法卻因瑠花的逝去而漸漸腐爛。最後為了救心愛的秀麗，魂魄回到身體，創造機會讓秀麗逃離後, 朔洵便被晏樹斬首。
茶克洵（聲：鳥海浩輔／香港：黃啟昌／台灣：官志宏）
初登場時為18歲，與龍蓮同年。
茶仲障之第三位孫子。
經過一場陰謀暗鬥決定成為茶家宗主來補償過往茶家的罪孽。
與祖叔父茶鴛洵的孫女春姬有情人終成眷屬。
後來在獄中被藍龍蓮救出。
一場爭奪茶家宗主之戰當中，以春姬幫助之下，茶克洵終成為茶家宗主。
和茶鴛洵有許多相似之處。
浪燕青常以「小克」稱呼他。
一心景仰茶太保的崇高為人，故常以「鴛洵大爺爺」尊稱茶太保。
在新年朝賀時對劉輝宣示效忠。
後世被稱為「菊花君子」。
茶春姬（声：宍戸留美／香港：郑丽丽／台湾：黄珽筠（第一季）、姜瑰瑾（第二季））
茶鸳洵与缥英姬的孙女。父母都被贼人所杀害。（被茶仲障暗算而死，但實際上隱藏有茶朔洵的陰謀）
从小跟茶克洵是青梅竹马並互相愛慕，在克洵成为茶家宗主后和他有情人終成眷屬。
春姬自始至终都是在背后支持着丈夫的贤妻。所以在口味方面，她似乎和丈夫颇为相似。
听到蓝龙莲的笛声，她也会发自内心的鼓掌。
在茶州事件中，担当着缥英姬的保护者，英姬被软禁后，春姬被隐藏了起来。
她能够熟练背诵下来宽敞而且复杂的茶家总宅的布局图。由此可见，春姬的记忆力也是非常优秀的。
论美貌的话，春姬自然是姣美俏丽，但被缥璃樱贬其美貌为不及蔷薇公主之万分之一。
春姬由于是女性，所以浓厚的继承了缥家的血统她的缥家血脉来源于祖母·缥英姬。
春姬拥有能够使听到自己话语的人任凭自己摆布的“命声”能力，正是所谓的“言灵”。因为这种力量非常危险，所以在年幼时被祖母英姬发现了此能力，并约定她这能力只能在遇到心上人有难时才可以使用，之后春姬封印了自己的声音，一直都不开口说话。直到在心上人茶克洵有難時，她才使用了能力。
在外傳「青出於藍」中，被縹家發現其異能並企圖抓走她，但在英姬的能力和技策下，總算撐過了三天。之後在克洵和春姬已迎接初夜的情況下，縹家放棄了追捕。
茶冒
茶家的老人，想要從到現在還在做的壞事中逃走。

### 茶州州官
紅秀麗
杜影月（聲：浪川大輔/洞內愛（幼年）／香港：張裕東／台灣：何志威（第一季）→賀宇傑（第二季））
初登場時為13歲，
和秀麗同屆上榜，史上最年輕的狀元。
與秀麗一同被任命為茶州州牧，共同努力奮鬥著。但由於茶州虎林郡怪病之事任意妄為，現官位下調，成為茶州州牧輔佐（州尹）。
現由櫂瑜擔任監護人。
出生於黑州。
悠閒自在地記下知識，但是卻意外頑固，是個勤奮的人。
當喝酒之時另外一個人格──陽月會出現，但是每當陽月出來時影月的壽命便會持續磨損減少。
被秀麗拾救之前是被玖琅救助，作為回報之恩（在得到邵可的允許之後）而將秀麗的情報告知。
從前，被親生父親以柴刀砍殺，在將死之際被水鏡道觀的堂主（台譯為觀主）——華真拾救，就這樣在那裡成長。
但是，處於不知道何時死去的狀態下。（本該在被柴刀砍傷後即死去，卻因想活下去而與陽月做了交換契約而再次復活。卻在西華村的怪病發生後為了救患病而死的華真，擅自拜託陽月將自己所剩不多的壽命分一半給華真。）
在邪仙教的事件之時再次死去，但陽月又再次出手救助了他。那時起陽月即進入非常深沉的睡眠，今後即使喝了酒陽月也不會再出現。
原本的名字是「月」（げつ）。影月是「以陽月的影子活著」的意思，為陽月添加的名字。
被珀明以小動物稱呼。
龍蓮的「知心好友2號」。
陽月（聲：浪川大輔／香港：曹啟謙／台灣：何志威（第一季）、（第二季））
和影月的個性完全相反，擅長打架。
影月說他愛喝酒。
思想比較接近反覆無常。
三度幫助了影月。
以在危險的地方幫助秀麗的事，對秀麗惡意地說要做接吻等事來回報他。
對香鈴說出影月的秘密。
其實是彩八仙之一，稱為「白夜」。
這個世界上第二討厭的是縹家。
於《青出於藍》中，解除春姬被縹璃櫻下達的暗示。
在邪仙教事件之後，現在為了讓影月繼續活著，進入了非常深沉的睡眠。
動畫中被龍蓮以「知心好友2.5號」稱呼之。
浪燕青（聲：伊藤健太郎／香港：雷霆、蘇強文（代配）／台灣：孫誠（第一季）、林谷珍（第二季））
初登場時為26歲，與靜蘭同年。
性情開朗，外表不拘小節心思卻非常縝密。曾經因為要有成熟男人味而蓄鬍，但很容易被誤認為壞人。（曾因為跟影月在舊書店被誤解為劫童犯）
小時候家中被殺刃賊而滅門，後來為了替家人復仇而加入殺刃賊(因擅長使用棍棒被稱為小棍王)，因此認識靜蘭，後與靜蘭一同滅了殺刃賊。
擁有一身好武藝，武功比靜蘭還強。學習棍棒與體術的原因是對刀劍之術有陰影，因為當時殺刃賊首領晁蓋就是用刀劍滅了燕青全家，不願對劍術多加磨練，所以對劍術並不在行。
空手比拿棍棒還要厲害。
左眼下方有被殺刃賊與靜蘭劃傷的十字疤痕。
十七歲便由茶太保推薦擔任臨時茶州州牧，但從未參加國試導致許多人不服。不過卻擔任茶州州牧有十年之久，主因是有鄭悠舜的良好輔佐。
曾與鄭悠舜一起擔任秀麗與影月的輔佐。
第一次出場即是倒在秀麗家門口，被秀麗請回來招待才與靜蘭重逢。
是少數可以讓靜蘭把秀麗託付與之照顧的人。後來以紅秀麗的知名副貳流傳於後世，和茈靜蘭並稱「紅花馭雙玉」。
在電視動畫版第一部第二十五集中，在茶州金華城為逃避茶草洵與瞑祥追殺而再次剃掉鬍子。
在小說第十二集中，為秀麗放棄參加制試（一種高官推薦試），而被榛蘇芳看出喜歡秀麗，因為一直公私分明，所以誰也沒發現，僅是蘇芳單純的直覺。
在小說第十三集中，加入御史台，身分為秀麗的御史裏行。
姓名的由來取自水滸傳的登場人物燕青，該人物人稱「浪子燕青」。
鄭悠舜
詳細介紹請參照鄭悠舜。
由（聲：神奈延年／香港：李錦綸→蘇強文／台灣：李景唐、林谷珍（重配））
自稱奉悠舜的命令從州府派遣到金華郡府的官吏，但真實身分是悠舜本人。
香鈴
詳細介紹請參照香鈴。
茗才
也已通過國試的能幹的茶州官吏。
秀麗和影月很仰慕他，並且依賴著他，但他卻是個令其他人害怕的謎樣人物。
在小說的情節中，於州牧就任儀式之前贈送萩花給秀麗。
秀麗回貴陽進行新年朝賀時他正待在虎林郡。
真正身份是御史台的官吏。
柴進（聲：西村仁／香港：張炳強／台灣：孫誠）
金華太守，在殺刃賊與茶家控制金華時曾為了人民的安全而被幽禁一陣子。
柴凜和柴彰的父親，與柴彰一樣戴副眼鏡。
長時間受到來自茶家的妨礙。
在此同時妻子死於營養失調。
姓名的由來取自水滸傳的登場人物「柴進」。
丙太守（聲：星野充昭／香港：梁志達）
虎林郡太守。
本名未知。
由於處事冷靜而被拔擢為太守。
秀麗他們的就任儀式舉行之際，喬裝成難以分辨的「裝飾品」混在貨物中進入琥璉。
秀麗、影月說他長得很像魯尚書。
現在正在指導教授朱鸞國試的學習，以及募集所需資金。
每日都會喝「蔬菜汁」。
櫂瑜（聲：秋元羊介／香港：黃子敬）
在秀麗和影月的茶州怪病事件後，成為現任茶州州牧。
原任職黑州州牧，儘管上了年紀仍未退休的知名官吏。
成為影月的國試應考的代理監護人。
年過八十，並比朝廷三師還要年長許多，堪稱目前最高齡的現任官吏。
是名紳士，深得男女老少的尊敬。
將華真的醫書轉交給秀麗。
和羽令尹是朋友。
也和華真以及邵可從先王的時代起就有交流，並知道黑狼真正身分的人物。而且故事還暗示櫂瑜知道霄瑤璇的真實身份。
一直辭退名譽官職。
櫂，讀音ㄓㄠ、，國語拼音zhao

### 殺刃賊
晁蓋
從前的殺刃賊的首領。
在燕青幼年時，殘殺他全家的罪魁禍首。
那時的傷（十字形傷、縱傷）在燕青的臉頰殘留下來。
被燕青報了仇，已亡故之人。
姓名的由來是取自水滸傳的登場人物晁蓋。
瞑祥（聲：永野廣一／香港：朱子聰／台灣：李景唐）
從前的殺刃賊（副首領）的殘存者。
現在的殺刃賊的首領。
授予草洵計謀。
對靜蘭抱持著異常的執著，對燕青的事情則不關注與考慮。
被靜蘭殺死，已亡故之人。
小旋風
詳細介紹請參照茈靜蘭。
小棍王
詳細介紹請參照浪燕青。

### 全商連——茶州分部
柴凜（聲：佐佐木瑤子／香港：黃玉娟／台灣：郭馨雅（第一季）、姜瑰瑾（第二季））
全商連茶州分部長。
柴彰的雙胞胎姊姊。
茶州的事件之後，長達十年跟悠舜結婚的想法終於有了結果。
於任期結束後成為發明家。
怪病事件的時候發現黔礦石，並用以發明了醫療工具。
在稱為新婚旅行而去貴陽的時候（實際上是去出「公差」），順道跟奇人打招呼、會面。
據說那時候看見奇人「無用」的真實面孔時無任何反應，卻對奇人的面具顯示出高度興趣的人物。
秀麗被貶為冗官後對她伸出各式各樣的援手，被稱為「帥氣(性格)的女性」而令人羨慕。
在小說最終卷中懷了悠舜的孩子。
最後成為了工部尚書。
柴彰（聲：千葉進步／香港：劉昭文／台灣：何志威（第一季）、（第二季））
全商連金華特區區長兼茶州副分部長。
柴凜是雙胞胎姊姊兼上司。
由於商人特性，談到工作時會變成一名錢鬼（滿腦子生意經）。
茶州的事件之後，為了成為官吏而和燕青一起學習著。
幽佐（聲：井上文彥／香港：陳永信／台灣：孫誠）
在全商連金華特區工作的壯年男子。

### 茶州禿鷹
翔琳（聲：杉山紀彰／香港：伍博民／台灣：李景唐、林谷珍（重配）（第一季）、于正昌（第二季））
義賊首領，曜春之兄，曾受燕青所託與曜春一起保護茶春姬。
亦向秀麗指引克洵被囚的所在地。
視邵可、秀麗為恩人。
和影月同年。
視龍蓮為偶像，常常對別人的意思理解錯誤。
曜春（聲：笹島かほる／香港：黃鳳英／台灣：黃珽筠（第一季）、姜瑰瑾（第二季））
義賊，曾受燕青所託與翔琳一起保護茶春姬。
稱哥哥翔琳為「頭目」。
視邵可為恩人。
視龍蓮為偶像。
北斗
前義賊首領，翔琳曜春的繼父兼師父，與邵可關係良好，前風之狼成員，已亡故之人。
外傳「千一夜」中，和邵可一同前往縹家，目的是「殺了薔薇姬」，後來因邵可的命令而先行帶著負責服侍薔薇姬的珠翠（當時約7歲）逃走，之後便和邵可、薔薇姬及珠翠一起生活了許多年。

### 邪仙教
朱溫（聲：樫井笙人／香港：馮錦堂／台灣：陳宏瑋）
前茶州武官，已故。
其名字源自於五代十國時期後梁開國君主朱全忠（原名朱溫）。
千夜（聲：遊佐浩二／香港：李錦綸）
邪仙教教祖，不明人士，起初秀麗以為是茶朔洵。
實際上是縹家的人，本名漣因為不受重視而私下把靈魂轉移自堂主屍身上策劃捕捉秀麗的行動，而受到本體身首異處的處分。

### 其他人
朱鸞（聲：綱掛裕美／香港：鄭麗麗／台灣：穆宣名）
虎林郡石榮村的少女。
名字的漢字寫法為「朱鸞」。
雙親皆染上怪病，父親已死亡，母親多虧了秀麗他們的救助而得救。
將來的夢想是想像秀麗那樣成為官吏。
根據小說最終卷，朱鸞之後成為了彩雲國第一位女宰相。
葉棕庚（聲：田原アルノ／香港：黃子敬→林保全）
秀麗兒時醫師。
於虎林郡石榮村怪病時協助進行人體剖開術。
是彩八仙之一——黃葉的化身。
小璃櫻
詳細介紹請參照リオウ。

## 紅州組

### 紅家
詳細介紹請參照紅家。
紅秀麗
紅邵可
詳細介紹請參照紅邵可。
紅黎深
詳細介紹請參照紅黎深。
紅玖琅（聲：置鮎龍太郎／香港：葉振聲／台灣：李景唐）
30歲
紅家直系中排行第三，為邵可及黎深之弟。
由百合教育長大。
和黎深不同，並不知道邵可是殺手「黑狼」。
個性深謀遠慮也對秀麗疼愛有加，對茶家宗主－－茶克洵也很好。
為人正直，曾被御史大夫（那個冷血無情的長官！！『紅秀麗說的』）讚美他的為人可以用相框框起來了！因紅家宗主-黎深在王都當官，故在紅州代理紅家宗主。由於邵可和黎深多不管紅家事務，所以一肩扛起紅家的事務。被邵可稱為「天生的勞碌命」。
在小說十四集中，作為「紅家直系」四處奔走處理紅家因「鳳麟」所引發的一連串問題。
紅薔君（声：园崎未惠／香港：谢洁贞／台湾：黄珽筠）
红秀丽之亲母，传说中彩八仙之一的仙女—蔷薇公主（ばらひめ），而她的真正的名字只有红邵可才知道。她拥有极为高贵的灵魂与孤高的自尊，厌恶人类的愚蠢与贪婪，但却情不自禁地做出了保护人类的举动。蔷薇公主曾经救济过没有异能的缥家宗主·缥缡缨的父亲（缥家前代宗主），并和他分享了自己不可思议的治愈力量，由于他害怕这种力量终会枯竭，所以他强行将蔷薇公主长期监禁于缥家的玫瑰园（实为一个水晶球）中，不仅如此还毫无节制的汲取她的力量，稳固了他在缥家的地位。原本奉命要暗杀她的邵可却对她一见钟情，以“世界”、“人类的傲慢”为代价使用干將和莫邪斩断了束缚蔷薇公主的锁链。邵可不是看中了她的力量才救了她，而是看中了她的人和心，这使得蔷薇公主对人类的印象有所改变。之后两人互持互助，带着珠翠一起九死一生的逃出了缥家，回到了王都贵阳。后来两人结为夫妻，后育有一女秀丽，还收留了清苑皇子并为其取名为静兰，虽然蔷薇公主渐渐丧失了能力，但一家人却在人间幸福的生活着。因为秀丽是人仙结合所生下的孩子因而疾病缠身，蔷薇公主毫不犹豫地献出自己的生命换取了女儿的健康，在一个夏天的雷雨之夜去世，尸体埋葬在龙山上。
- 持有最强仙的护卫—雨师与风伯。
- 因人仙不能结合，所以使自身的治愈之力衰退甚至完全消失。
- 不擅长煮饭做菜，因为不慎会引起厨房爆炸；擅长拉二胡，喜好赌博且有非常大的酒量。
- 蔷君不但是二胡高手，而且在举止谈吐上也十分完美，在秀丽心目中她是唯一特别的存在。
- 她的性格十分活泼豪爽，甚至会亲自爬上自己种植的柿子树上采摘果实。
- 对秀丽进行了各式各样的教育，关于秀丽的人格与修养，她给予了巨大的影响。所以她本身应该也拥有高度的教养。
- 邵可从未在任何人面前提及起爱妻的身份与来历。

彩雲國流傳着「薔薇公主」的童話故事：从前，有一位美丽的公主名叫蔷薇公主，她可以治愈任何的疾病与伤势。就因为这不可思议的力量，所以被一位贪得无厌的有权有势之人看中了她的力量而把她给捉走了，在很长的时间里，蔷薇公主都凭自身的力量繁荣了那个家族。传说她的美貌可以惊落彩霞，因此求婚者络绎不绝。于是那个主人，就把她隐藏了起来，从此以后，蔷薇公主就一个人孤独的生活着，她的主人可以实现她任何的愿望 — 除了自由。渐渐的，蔷薇公主连逃走的念头都没有了。有一天，蔷薇公主面前出现了一位神秘的男子，他飞越重重障碍，终于找到了蔷薇公主。男子原本打算杀掉由于美丽而让整个国家造成骚动的蔷薇公主，但是男子并对她一见钟情（此處為動畫劇情，與外傳「近朱者赤」描述有所差異，在外傳中此名男子並不是要暗殺蔷薇公主）。于是他带走了蔷薇公主，四处逃亡，九死一生才成功逃出了那个家族。后来，蔷薇公主在不知不觉中失去了她治愈百病的能力，可是那个男子并不在乎，他所要的，只是“蔷薇公主”这个人以及她的心，他不谋求其他任何的东西，这种真诚和爱，同时也打动了蔷薇公主的心。终于，他们结合了，并奇迹般的生下了一个女孩。可是女孩生病了，因无药可医，于是蔷薇公主决定用她的生命作为代价，换取了自己孩子的生命，与自己的消亡。蔷薇公主对自己心爱的男子这样表示，“虽然我会返回蔷薇之中，但我的心永远只属于你一个人。”据说在那之后，蔷薇就长出了荆棘，以免再遭到他人的囚禁。
- 劉輝因為秀麗提過這則童話，所以很喜歡這則童話同時也愛上了秀麗。
- 她為了瘦弱的女兒秀麗不再經常被病魔折磨，甘願離開人世，而實際上則是把自己的原神封印在秀麗體內，令秀麗得到非一般強健的身體，及令秀麗擁有連自己也不知道的強大力量。而秀麗越是不經意利用薔薇公主的力量，秀麗的壽命便變得越短；當秀麗用盡力量時，薔薇公主便會从秀丽的身体中「復活」，秀麗則會因此而死去。
- 动画版第二期第五话中，缥缡缨对红邵可说：“你现在失去了蔷薇公主，已经不再年轻。”说明蔷薇公主拥有使人永葆青春的力量，失去她后这种力量则会消退。缥缡缨同样执着、倾心于蔷薇公主，对于夺走了蔷薇公主的邵可充满了怨恨，但他发现与蔷薇公主血脉相连的秀丽身上拥有她的影子。缥缡缨在邵可面前这样评价蔷薇公主：“我的蔷薇公主是月亮在她面前都会黯然失色的美人，即使是继承了缥家血脉的英姬和春姬也不及她美貌的万分之一。”
- 在小說第十四集中，從紫霄的話語中，可以察覺到此則童話其實是薔薇公主的「預言」。
- 其作者並沒有在小说中直接明確的介紹的薔薇公主，而是用漸進式的寫法。
- 在小說第一集「紅風乍現」中只淺淺提到童話故事，而在小說第二集「黃金的約定」中則逐漸勾勒出人物的形象。
- 在外傳「近朱者赤」中則完整的提到其童話故事，也可看出「薔薇公主」與邵可之妻許多的雷同之處。
- 在「茶州篇」、「影月篇」更進一步以黎深.玖琅等人加強描述她。黃葉和白夜的話語中看出「薔薇公主」的真实存在，而且还不同於凡人。
- 在小說第十二集「白虹貫日」，從縹琉花和紅邵可的對話中，可以知道「薔薇公主」是「仙女」，而囚禁她的家族正是縹家，邵可則是童話中那名得到她的心的男人（但邵可原本是奉先王之命要暗殺她的）。
- 在小說第十四集「籠中黑蝶」，紫霄稱呼「薔薇公主」為「紅」，表示她是彩八仙中的紅仙。「薔」這字正是「薔薇公主」的第一字（紫霄、黃葉、红蔷皆以自己名字的末字，作為在人間的名字中的首字）。

百合姬
紅黎深的妻子，膝下有一養子李絳攸。
實為紅貴妃（紅玉環）與劉輝祖父的女兒，先王紫戩華的異母妹妹，即劉輝與靜蘭的姑姑。其名來自其母在后宮時的愛稱「百合」，代表「因為堅強所以美麗」。
在紅玉環的計策下，讓百合姬分飾邵可的未婚妻「百合」和輔佐黎深的男孩「讓葉」兩個角色，訓練百合姬的能力和手腕。雖然原本為邵可的婚約者，但母親被邵可殺害後，婚約即便解除。曾暗戀邵可。
少年時常年侍奉黎深，並養大了玖琅，是邵可能夠安心將弟弟們托付的唯一人選
是第一名面對黃鳳珠的容貌也不為所動的女性，並且開導過他，導致鳳珠對其傾心。兩人曾短暫的通信和約會（百合對鳳珠的評價是『好青年』）。但隨後因爲黎深意識到自己離不開百合，擅自使用百合的筆跡寫上「無法以夫人的身份站在這張臉的旁邊」回絕了鳳珠的求愛，以鳳珠從此戴上面具隱藏真面目告終
即使黎深表達愛情的方式非常刻薄也能理解和原諒，承諾過會一直留在他身邊。對養子李絳攸也十分疼愛，曾前往獄中探視昏迷的絳攸並演奏能發揮仙術的琵琶使其醒來
在小說十四集被御史台作為紅家的人質軟禁在后宮。
在小說最終卷中似乎懷了黎深的孩子。
紅九華
玖琅之妻。在小說十四集在紅州擔任代理宗主。
李絳攸
詳細介紹請參照李絳攸。
紅伯邑
玖琅之子。
在小說十四集中，作為「紅家直系」四處奔走處理紅家因「鳳麟」所引發的一連串問題。
紅世羅
玖琅之女。
在小說十四集中，作為「紅家直系」四處奔走處理紅家因「鳳麟」所引發的一連串問題。
在小說十五集中，在楸瑛和十三姬的對話中得知，她是名聞天下的才女，提親之人絡繹不絕的絕世名媛。
前紅家宗主
邵可、黎深、玖琅三兄弟之父，紅玉環的姪子。紅玉環死後繼承紅家宗主。
誤以為邵可毫無才能而非常討厭他，而曾因此把邵可送往九彩江，希望藍家殺死他（但邵可卻深受歡迎）。臨死前指定黎深繼承紅家。
百合曾表示他並沒有像紅玉環那樣出色的才能。
紅玉環
邵可們的姑婆。百合的母親，曾為劉輝、靜蘭之祖父的寵妃。
在後宮的愛稱為「百合」，代表「因為堅強所以美麗」，後來此名被女兒繼承。
因彈奏琵琶技巧在碧家與藍家之上，人稱「當代第一的琵琶姬」。
政治手腕相當高明，幕後掌握紅家大權的女中豪傑，紅家的影之女宗主。少數可看出邵可所隱藏的才能之人，認為邵可最有資格成為紅家宗主。
讓自己的女兒百合分飾邵可的未婚妻「百合」和輔佐黎深的男孩「讓葉」，「讓葉」輔助紅家，磨煉她的政治手腕的同時也能成為「百合」的保護罩。同時把「百合」指定為邵可的未婚妻，讓周圍的人認可「百合」的存在，並計畫讓百合成為女王並讓邵可成為他的丈夫，讓紅家掌握最高權力，但被先王察覺且被身為「黑狼」的邵可毒殺。
在最後一集中戩華王父親被身邊寵妃用絲帕縊死的傳聞，而這位寵妃極可能是紅玉環。
其琵琶音色为“死之琵琶”（因为不断杀人而导致弹奏出凄美绝伦的音色）
角色名稱來自於唐玄宗之寵妃楊貴妃(玉環)。

### 紅州州官
劉志美
紅州州牧，被形容為"根本是女生的大叔"
曾在大業年間參與紫州攻防戰,為旺季軍的小卒,形容此戰為"如地獄般的一戰",也稱讚旺季和孫陵王的武功及智謀,才不讓大軍以至於潰敗。
曾以劉子美的身分參與惡夢國試組當年的國試，以刺殺某人的身分換取麻藥（大業年間讓士兵能爆發潛力的毒品）。最後被御史台所捕，後來為戩華王所釋。
原本為中立立場，但討厭選擇用戰爭解決一切的王，後選擇支持劉輝。
荀彧
紅州州尹，貴族派的官員。
原本選擇站在旺季那邊，但因曾經過戰爭的洗禮，而沒有在轉移鐵炭和技術人員的文件蓋章，因為那意謂著戰爭的發生。
後差點被暗殺，但在當劉志美為他擋下那一箭後選擇和貴族派分道揚鑣。
閭官吏
紅州州官，出身黃門四家閭家。
曾擔任全商連總帥、御史台官員。擁有許多線民，消息之精通堪稱彩雲國第一。
擅長敲詐人，被劉志美派去搾取紅家的錢，照紹可所說，紅家那些身經百戰的稅務官也拿他沒輒，甚至因此哭得很不甘心。初次見面時，就把李絳攸、藍楸瑛和茈靜蘭的錢包搜刮走，連靜蘭想下手奪回也徒勞無功。
收李絳攸為徒，後來帶著他前往北方三州，試著收服北方三家。

### 姬家
詳細介紹請參照姬家。
鄭悠舜
詳細介紹請參照鄭悠舜。

## 藍州組

### 藍家
詳細介紹請參照藍家。
藍雪那（聲：宮本充／香港：翟耀輝／台灣：陳宏瑋）
現任藍家宗主三胞胎的統稱，與紅黎深同時期成為宗主。
三人名字分別是雪、月、花。
楸瑛、龍蓮的兄長。
被譽為不祥的三胞胎，曾和前藍家宗主的父親約定，如果三人被分出誰是真正的“藍雪那”，那其餘兩人必須要死。
其中，雪的妻子為玉華。
曾在朝廷擔任要職，但在清苑流放後不久辭職，同時帶走了所有的藍姓官吏，直到現在仍沒有回歸朝廷的想法。
對曾擔任三兄弟的家庭老師－邵可非常尊敬，現時仍有書信往來。但和紅黎深卻是水火不容。
據悠舜的說法，三胞胎隱藏中有一個能和藍龍蓮相抗衡的另一條「龍」，那條「龍」似乎就是月。 這個也在外傳短篇《藍之月》中證實了，根據花的說法正因如此所以是三胞胎中地位最高的，性格也最孤僻和沉默寡言。
在紫闇王座最後在玉華拿刀威脅下派出司馬家前往武丞原。
目前除楸瑛外，沒有人能将他们区分开，雪那的妻子玉華也只能分辨誰是雪那，十三姬只能分辨出誰是月那。
藍楸瑛
詳細介紹請參照藍楸瑛。
藍龍蓮（聲：木內秀信／香港：李致林／台灣：官志宏）
初登場時為18歲，大秀麗一歲。
藍雪那及藍楸瑛的弟弟。四歲時，因其天才的能力而獲得了「龍蓮」这个名字，關键時刻擁有顛覆藍家宗主决定的能力， 由於“藍龍蓮”不能被任何人利用，甚至不能讓人產生它可以被利用的想法，因此他一直以來都是孤獨的，從那時起就在全國流浪。但後來遇見了真心對他的影月和秀麗， 因而甘心幫助他們，被他們“利用”。 （「龍蓮」是藍家的神諭者。雖然需要付出代價，卻是被允許即便活著也能讓仙人宿體的稀有肉體和精神力的持有者的名字。是被允許使用藍仙力量的一鱗半爪之人。）
目前龍蓮正被藍仙宿體，兩者各自有自己的意識。傳說藍仙是能將過去與未來一覽無餘，自在操控的偉大的時間支配者。傳說過去、現在、未來、大千世界中所有人于何時何地做些什麼，此時此刻他都能在瞬間把握一切、介入其間。這就是若非能夠承受膨大信息量的人類就無法使降臨的緣由。藍仙力量強大，在縹家術士、巫女施法封閉所有通往縹家的“道路”時，龍蓮能不用方陣就將楸瑛、司馬迅“送”到縹家。
在《黃昏之宮》中，表示了龍蓮是藍仙的宿體，但龍蓮和藍仙都有自己的意識。
幾乎從任何角度上來講，都是怪胎。
武功高強，武器是隨身攜帶且有重量的笛子（實為龍笛，和縹家的二胡及紅家的琵琶一樣，是能發揮“仙術”的樂器）。
以奇特的服裝表現獨特的感性，常被當成古怪的人一樣對待。
精通各種樂器，但唯獨笛子吹的五音不全。但格外喜歡用自己的笛子吹奏樂曲，笛聲猶如魔音傳耳（且能發揮仙術）。
和秀麗在一起時最開心，視影月、秀麗、珀明為「知心好友」。
他和秀麗、影月同屆考試，榮登榜眼，但卻沒出席進士典禮。
很擅長玩牌，到處『指導』別人以換取住宿
持有藍家專屬的木簡「雙龍蓮泉」。
藍十三姬（聲：豐口惠／香港：楊善諭／台灣：穆宣名）
初登場時為18歲，與秀麗同年。
藍家第十三位小姐，楸瑛和龍蓮的異母妹妹，庶出，母親為司馬家出身。
與秀麗氣質十分相似，個性相當豪氣又很鬼靈精怪。
在武門司馬家成長，擅長馬術、武功，是藍楸瑛最疼愛的妹妹。
多年前與三位三胞胎兄長(現任藍家宗主)約定，只要肯救司馬迅（隼），什麼事都願意做。入宮作為王妃即是當時的代價。 楸瑛反對十三姬嫁給靜蘭，只能選擇嫁給劉輝。
喜歡的人是司馬迅（隼），被司馬迅稱為螢。（原因是迅認為十三姬雖然人生也不幸福，但無論何時總是不屈不撓、勇往直前，就像照亮黑夜的微弱光亮、如同螢火蟲一般的女子。）
在小說第十集，有人意圖暗殺十三姬，於是秀麗以御史台官員身分假扮十三姬抓拿兇手。
在小說第十二集，和司馬迅重逢後，明白彼此既使再相愛也無法和司馬迅廝守，將當初織給迅的眼罩用小刀割破，表示自己切割了對司馬迅的感情。事情告一段落後，被劉輝任命接管珠翠之職-後宮的首席女官，同時秀麗與劉輝立下約定，期限內秀麗沒嫁給劉輝的話，十三姬就直接從女官升任為妃子。
在小說第十四集，劉輝下令和秀麗一起進宮，秀麗要求十三姬一起成為劉輝的妃子，但因明白到劉輝對秀麗的感情而拒絕其要求，繼續以女官的身份在後宮生活。曾愛上劉輝。
名言是「如果約定不能遵守的話，那麼約定就毫無意思了」。
角色名稱來自兒女英雄傳的登場人物十三妹（何玉鳳）。
玉華（聲：足立友／香港：楊善諭→林元春／台灣：楊凱凱）
“藍雪那”中 雪 的妻子。
相貌平凡卻有一個非常陽光的笑容，曾是楸瑛喜歡的人。能夠分辨出三胞胎中誰是「雪」誰不是「雪」（但無法分辨其他兩人）。
喜歡做甜的煎蛋，而常和喜歡不甜的煎蛋的雪鬥嘴。但在雪生日會讓步做不甜的煎蛋。
原是預定成為前藍家宗主的小妾，後來在藍雪那與前藍家宗主的爭奪下，最後嫁給了雪。
前藍家宗主
楸瑛、龍蓮等人之父。博愛主義者，妻妾成群，擁有能同時愛著多名女性而能被原諒的才能，而且就算是政治婚姻也能相處愉快。（十三姬之母嫁過去即是加強藍家和司馬家關係的政治婚姻）
除了雪那、楸瑛、龍蓮五兄弟為正室所生，其餘子女都是由不同的妾所生，而教育的環境和方式也都有所不同。

### 司馬家
詳細介紹請參照司馬家。
司馬迅（聲：小野坂昌也／香港：伍博民）
藍州名門司馬家公子。
原本奉父親之命要殺害十三姬卻沒有做到，因此被父親趕出司馬家同時在救十三姬時失去了右眼。和楸瑛、十三姬在司馬龍身邊長大，自幼即與十三姬訂婚。
在五年前被弒父判死刑後雖被救出，但從此受背後救命恩人利用為「監獄幽靈」之首。(此「監獄幽靈」被喻為如先王的「風之狼」暗殺集團。)
被救出後以「隼」為名。
現受雇於旺季，視旺季為主子。並曾奉命潛入縹家尋找蝗災解救辦法。
實則為監察御史。
後來成為刑部尚書
司馬勇
迅的父親，前任司馬家宗主。深愛十三姬之母（但後來嫁給了楸瑛之父作小妾）。在十三姬年幼時，去向十三姬之母求愛被拒，憤而殘殺她。然後過了數年，強暴十三姬未遂而被迅給殺害。
司馬龍
司馬迅的祖父。
與宋太傅都是被譽為名將。
因為司馬迅父親的關係，迅與十三姬是在龍的照顧下長大的。

### 藍州州官
姜文仲（聲：上田陽司）
現任藍州州牧。同為惡夢國試組的其中一員，與鄭悠舜、紅黎深、黃鳳珠、管飛翔同梯。
臉色相當陰沉，說話口氣也不太好。在國試時曾因臉色過於難看被誤認為身體不舒服。
在最終卷中被藍州府中的貴族派軟禁，後榛蘇芳在管飛翔的幫助下成功被救出。
藍州州尹（聲：川原慶久）
姓名不詳。最大的心願是出版姜文仲名言集。

## 碧州組

### 碧家
詳細介紹請參照碧家。
碧歌梨（聲：澤海陽子／香港：許盈／台灣：穆宣名）
碧珀明的姊姊。
雅號「碧幽谷」。以「當代第一」之名而揚名的天才畫師。被碧家視為「碧寶」。
丈夫為歐陽純。
因為秀麗國試及第，碧家也轉換男人當任宗主的態度，期望以不二人選的碧歌梨成為下屆宗主。
新的貨幣製造工匠。
接下九彩江之寶鏡的重製任務。相傳只要完成寶鏡後就會死亡，但其實是碧仙的的惡作劇。
曾被劉輝指名幫秀麗等人畫肖像畫，但是卻因為不知名的原因而拒絕了劉輝。
在最終卷中完成寶鏡，並解開寶鏡之謎。
歐陽純（聲：野島裕史／香港：李致林）
碧歌梨之丈夫。
碧萬里之父。
很有唱歌的天分，但不太擅長繪畫，為了要救歌梨而將那美妙的歌聲獻給碧仙。
是彩八仙之中碧仙的借宿體。
碧萬里（聲：洞內愛／香港：黃鳳英／台灣：姜瑰瑾）
碧歌梨與歐陽純之子。在小說把自己的雅號命名為母親的名字，碧歌梨。
繼承母親天資，也擅長繪畫。
曾被不知名人物綁走並被要求製作包括偽幣、假畫等贗品，後在劉輝的應變下才免於一死。（這其中也包含了「鳳麟印」）
碧珀明
詳細介紹請參照碧珀明。

### 歐陽家
詳細介紹請參照歐陽家。
歐陽純
詳細介紹請參照歐陽純。
歐陽玉
詳細介紹請參照歐陽玉。

### 碧州州官
彗茄
碧州州牧，與孫陵王、旺季同梯。
有"凶運的慧茄"之稱，在碧州發生大地震時，為救一名婦女而失蹤。
在《彩雲國秘抄 骸骨を乞う》〈霜の軀〉中提到，慧茄成為宰相景柚梨的輔佐，常從中央到地方巡察。

## 黃州組

### 黃家
詳細介紹請參照黃家。
黃鳳珠（Kou Houjyu）
詳細請參照黃奇人。

### 其他人
景柚梨
詳細請參照景柚梨。
閭官吏
詳細請參照閭官吏。

## 白州組

### 白家
詳細介紹請參照白家。
白雷炎
詳細介紹請參照白雷炎。

### 白州州官
白州州牧（聲：星野光昭）
動畫原創角色。
姓名不詳。
宴席上向劉輝和秀麗（此時仍身為貴妃）敬酒，但在劉輝喝完他敬的酒後酒瓶正好空了，秀麗被敬酒時不知道之後香鈴準備的是有毒的酒（但被劉輝暗中識破而硬擋下幫秀麗喝完敬酒）。

## 黑州組

### 黑家
詳細介紹請參照黑家。
黑燿世
詳細介紹請參照黑燿世。

### 黑州州官
櫂瑜
詳細介紹請參照櫂瑜。

### 黑州的人們
杜影月
詳細介紹請參照杜影月。
華真（聲：遊佐浩二／香港：李錦綸）
黑州西華村水鏡道觀觀主、主要的大夫。
已亡故。
影月的師父。
華娜的後代。
被稱為別名「醫仙的寵兒」的名醫，華家第十代，繼承華家相傳的所有醫術，大名鼎鼎的神童。
為避免王室和大貴族的專聘之事及尋找黃仙黃葉（祖上遺命）而四處隨意流浪。
超越影月的老實人性格被欺騙是常有的事。
將自己撰寫的醫學書交給櫂瑜。
村長
姓名不詳。
西華村的女村長。
在村子的怪病中最後一個病逝了。
為了參加國試的影月而與村人們暗中籌措金錢。
源
西華村的老人。
在村中是最有體力的人，但在怪病中以倒數第二順位病逝了。
常對影月、陽月說著「太矮要喝牛奶」的話。

## 其他
旁白（聲：池田秀一／香港：張炳強／台灣：官志宏）
在每一集開頭解說劇情大綱的人。

### 彩八仙
傳說在蒼玄王時代協助平定國家的神仙，此八名仙人分為以顏色為名。
傳說有明君出現時，八名仙人會聚集在仙洞省。
仙人們通常「死」後會借用身體。身體雖已死去，但仙人們只要不離開其肉體，任你使用什麼樣的手段對付他，都不能使其「死」去，影月便是如此。但秀麗活著就入了仙籍，依舊有死去的一天。
紫仙的紫霄（霄瑤璇）
黃仙的黃葉（葉棕庚）
白仙的白夜（陽月）
紅仙的紅薔（紅薔君／薔薇公主）
藍仙(名字不詳)（藍龍蓮）
茶仙(名字不詳)（南師父）
碧仙(名字不詳)（歐陽純）
黑仙(名字不詳)（並没有附身在任何人身上，於小说正傳15卷登場）
活著也能讓仙人宿體的稀有肉體和精神力的持有者的名字
在最終卷中八仙(除了紅仙外)，全都聚集於仙洞宮。

### 蒼家
紫家、縹家的先祖。
蒼玄王
詳細介紹請參照蒼玄王。
蒼瑤姬
彩雲國建國者蒼玄王的妹妹。
擔任異能一族──縹家的第一代宗主。
有在九彩江拉二胡鎮壓一百零八個妖魔于寶鏡中的事跡。
名字的由來為炎帝之女瑤姬。
八十年前曾帶領幼年的羽羽前往光杖之牢救出縹瑠花，八十年後則引導楸瑛救出珠翠。
受到人類意念的召喚後會自神樹下的沉眠中甦醒，化身為絕美紅衣巫女現身。十六卷中的紅衣巫女即是她。
十六卷中現身告訴秀麗能使用二胡的琴音引導楸瑛和珠翠自時光之牢歸來。
曾說過時光之牢是成為大巫女的必經考驗。
蒼周王
詳細介紹請參照蒼周王。

### 縹家
詳細介紹請參照縹家。
縹璃櫻（聲：關俊彥／香港：伍博民）
縹家的現任宗主，家紋為滿月的月下彩雲。（縹家的家紋為「月下彩雲」，但能夠使用、佩帶月亮為「滿月」的月下彩雲的只有縹家宗主）
雖然外表只有二十幾歲，實際年過八十，身體容易疲倦（其實只是懶得動而已？），喜歡有人替他按摩。
擅長拉二胡。二十年前為薔薇姬所習，並教授給她。
其父曾經幽禁薔薇姬，卻被邵可劫走，大量族人被殺。對邵可有強烈的恨意，相當迷戀薔薇姬，目前把捕捉目標放在秀麗體內的薔薇公主上。
璃櫻（聲：甲斐田雪／香港：雷碧娜／台灣：姜瑰瑾）
任仙洞省長官官職，仙洞令君。
具占星、看面相之能力。
在茶州時不知不覺地混進石榮村。
於怪病事件的時候拿來漣的首級。隨後從茶州消失蹤影。
其父為縹家宗主——璃櫻，名字的漢字寫法與父親相同，縹璃櫻。母為旺季之獨生女──旺飛燕。
在茶州曾表示「璃櫻」並非他真正名字，而真正的名字不詳。
由於父親的命令去貴陽，並和劉輝成為茶友。
興趣是讀書（閱讀速度當快的）和父親的談話對象以及算命占卜（占星及手面相）。
劉輝曾認為他是幽靈。
稱羽羽為「一寸爺爺」。經常背著羽羽走著。
隨著紅秀麗一行人回到縹本家，並說出要守護、改變縹家的誓言，因而被其姑姑縹瑠花形容「越來越像個人類」。
在本傳最終卷提及，他最後成為劉輝的義子，但將繼位權讓給劉輝和秀麗之女，自己則師從鄭悠舜和景柚梨兩位宰相，在李絳攸之後成為了宰相並與珠翠一同中興縹家。
秀麗誕下女兒同年，成为紫州州牧。
縹瑠花（聲：冰上恭子／香港：許盈／台灣：姜瑰瑾）
縹家宗主縹璃櫻的姊姊。
被稱作為能夠和紫戩華、霄瑤璇抗庭的傑出女性。
一直關注弟弟縹璃櫻的事情，為了引起弟弟注意不惜任何手段。對於薔薇姬有莫名的恨意，狙擊秀麗的身體。
邪仙教的幕後始作俑者。似乎也涉及「西華村因怪病除了二人之外全部滅亡」這一件事。
伴隨弒父宿星出生的女孩，自幼被父親恐懼。過去曾和弟弟遇過黑仙，對於當時腐敗的縹家感到失望，將父親囚禁進而得到權力肅清縹家，以大巫女的身分統治縹家80年。
不像弟弟般長生不老，用「白子」的身體延命。
在藍州九彩江神社神器寶鏡被打破、碧州神社所共分的神器「羿之神弓」被破壞後，承擔所有的神力。（十六卷中將一部分交由珠翠承擔）
過去是抱持強大自尊和高傲信念的女王，將縹家的信念「弱者救濟」發揮極致，但因為過於強大的異能和孤獨感使自己的精神和心態扭曲，也連帶使得縹家變得奇怪。
因遇到和過去的自己相似的秀麗，使得過去的自己再度覺醒，將封閉的縹家重新開放，全面協助朝廷解決蝗災。
小時候曾被羽羽從時光之牢救出。對羽羽的執著程度其實不輸給對弟弟的程度（本人否認）。事實上瑠花是因為羽羽的離去才逐漸變得不正常。
十六卷時，將一部分大巫女的權利給珠翠。差點被附身在茶朔洵身上的凌晏樹所殺，但被司馬迅和藍楸瑛及時阻止。
在紫闇王座中，附身在茶朔洵身上的凌晏樹利用立香找到瑠花本體的所在，瑠花選擇解除對身邊的暗殺傀儡的命令，讓他們活下來。
在死亡後魂魄仍徘徊於人間，並向秀麗借身體以鎮壓因為複數神器損壞和自己人頭掉落所造成的混亂。
身為大巫女的她以身承受縹家的神器蒼，但把另一半神器讓首席術者羽羽承受。為了怕自己遭遇不測而在十六卷中把自己的那一半交給了珠翠。本來認為這樣即使自己的人頭掉落也沒關係，但其本體坐鎮於縹家長達八十多年，已經與古代術法合一，有相當於神器的作用。
其孤傲的個性被以石楠花形容，而石楠花的花語為「威嚴、莊嚴」，且生長在懸崖峭壁，任誰也摘不到。
在小說終卷薔薇姬透露瑠花乃稀世大巫女所以向她許下的任何願望都實現 - 也就是秀麗希望活下去的願望。
縹漣（聲：矢口アサミ）
縹瑠花之子，和璃櫻同年。一直希望能得到母親的關注。
拿到華真的屍體來做為邪仙教的教組「千夜」，引秀麗和影月上當。但最後，被縹瑠花當作棄子割捨掉。已死亡之人。
旺飛燕
璃櫻之妻，也是小璃櫻的母親。旺季的獨生女。在十年前曾將縹家大量關於蝗災書籍透過抄寫的方式送到「外面」。
在將死之際被瑠花放入白棺中，勉強維繫那一絲的生命，然而在瑠花死後，術法開始失去作用，讓飛燕從沉睡中清醒。
在小說最終卷中，選擇在生命的最後幫助在棺材中的秀麗。
小說最終卷後附身在秀麗身上，見到了父親和兒子，並鼓勵父親和國王一同走下去，而非選擇自殺。
前縹家宗主
前縹家宗主。縹璃櫻和縹瑠花之父。後來被親生兒子殺害。
原本沒有異能且一心一意想幫助這個國家，但得到紅仙-薔薇姬心血來潮的恩賜後，得到了強大的力量，使得他瘋狂的追求地位和權力。
被稱為「奇蹟之子」，第一位以男性身分當上母系家族的宗主。
將薔薇姬囚禁於水晶世界，也用能吸收神仙之力的枷鎖讓她無法逃脫。但是他也用了當初薔薇姬所給予的力量創造另一個世界，當有人不顧一切來解開枷鎖時，讓世界不會毀滅也能使薔薇姬回到原來的世界，因此薔薇姬認為他也有未曾改變的地方。
原本被預言會死在女兒瑠花手中，而在瑠花小時候派人對她下藥和洗腦，最後被瑠花幽禁於囚禁薔薇公主的地方，後來死於兒子璃櫻手下。
蒼瑤姫
詳細介紹請參照蒼瑤姫。
縹珠翠（声：冈村明美／香港：黄丽芳／台湾：郭馨雅（第一季）、姜瑰瑾（第二季））
珠翠原本是缥家人，为缥瑠花的女儿。从小被洗脑作为暗杀傀儡，却有自己的意识，并能说话，这在暗杀傀儡中很罕见。原是在七岁时将成为蔷薇姬的肉体，但在邵可带离蔷薇公主逃亡时被一并从缥家带走。
在十年前王权斗争之后低调的当起了后宫宫女的长官，只接受邵可、霄太师与先王的命令而行事。
就职后宫的女官長。在秀丽离开后宫后，也作为跟随圣上的首席女官而在皇宫中执掌后宫大小事务。
她的言行举止都无可挑剔，论美丽程度的话，据说可以媲美贵阳的第一花魁—胡蝶。是个才色兼备的女官。
珠翠自小被邵可收留，仰慕邵可如同香铃仰慕茶太保一样的心情，愿意为邵可做任何事。能够喝下邵可的“父茶”，也是表达对邵可抱有特殊感情的深厚程度。在邵可带走蔷薇公主时，也把珠翠一同带出缥家，将她视为亲生女儿来抚养。自小隐姓埋名，为躲避缥家的追捕跟着邵可习就一身本领，以风之狼一员的身份来隐藏了自己的身世。
对邵可、其夫人红蔷君和女儿秀丽都非常重视。她偷偷爱慕着邵可，同时也在暗中默默的守护着秀丽。
故事开头，为了保障秀丽的生命安全而服从了霄太师的命令，从中参与到了和茶鸳洵的阴谋的对抗中。
对缝纫技巧一窍不通。她还擅长跳舞，因跳了一曲扇子舞—《想遥恋》，而使蓝楸瑛深深爱慕上了她。
作为风之狼成员，手持武器为两个前端附有尖刃的乾坤圈。
在出生的时候即被缥瑠花施法下了暗示，小璃樱是启动暗示的关键之钥，为此对小璃樱很警戒。
暗示开始隐隐启动后，一边觉得身體示適一边拼命的忍受着痛苦，但最终还是被咒术操纵而袭击十三姬。
雖然暗示一度啟動後可能至死前都被操縱着，但不知道為甚麽在聽到秀麗的聲音時暗示被自動解除了（好像是聽到有人叫她的名字時暗示就會被解除，藍楸瑛也試過說關於邵可的事，她也會有反應）。
自身拥有“千里眼”的特异能力（原本没有此异能）。
目前讓出后宫女官之長的職位給了十三姬，在与司马迅逃離至藍州后返縹家。
返回縹家後仍被缥琉花洗腦監禁，但仍不斷逃出，最後被關進時光之牢
在小說十六集時被藍楸瑛從時光之牢救出，並成為大女巫，擁有了千里眼以外的異能，如能聽遠處聲音。並輔佐縹瑠花。
雖然稱呼瑠花為母親大人，但於第十七卷中揭露瑠花並沒有子嗣，珠翠和縹漣應該都不是瑠花的親生子女。
在最終卷中繼承瑠花，成為新的大巫女，並為暗殺傀儡正名為槐樹守護者，與璃櫻一同中興縹家。

### 華家
醫生世家。為了傳達華娜的遺言給葉棕庚，世世代代有許多人在各地流浪。醫術為父子口耳相傳，直到華真將之記載成書。
華娜
葉棕庚的弟子。名醫。華真的祖先，已故之人。
把昏倒在路邊的葉棕庚撿回去，並求他收自己為徒，從他那學習到了人體解剖術。
在治療國王時因拿出小刀而被誤認為要謀殺國王，最後被處死。
喜歡葉棕庚，希望自己的子孫向他傳達"希望能生下你的孩子"這句話，一直到最後都遺憾未能向葉棕庚說出"我愛你"。
華真
詳細介紹請參照華真。

## 人間以外
雨師、風伯
紅仙的手下。本名分別為玄冥、飛廉。
銀次郎
茶仙(南老師)的手下。
大鴉
黑仙的手下，為擁有三隻腳和金色眼睛的神鳥。

## 註解
1. 1 2  . 新浪娱乐. 2023-06-05  [2023-06-18]. （原始内容存档于2023-06-18） （中文（中国大陆））.
2. ↑  『彩雲國物語』漫畫第3話、18頁